# 山頂纜車
山頂纜車（英語：Peak Tram）是香港開埠後第一種運作的機動公共交通工具及亞洲第一條地面缆车，於1888年5月30日起運作至今，來往香港島中環花園道和太平山爐峰峽。

## 歷史

### 興建

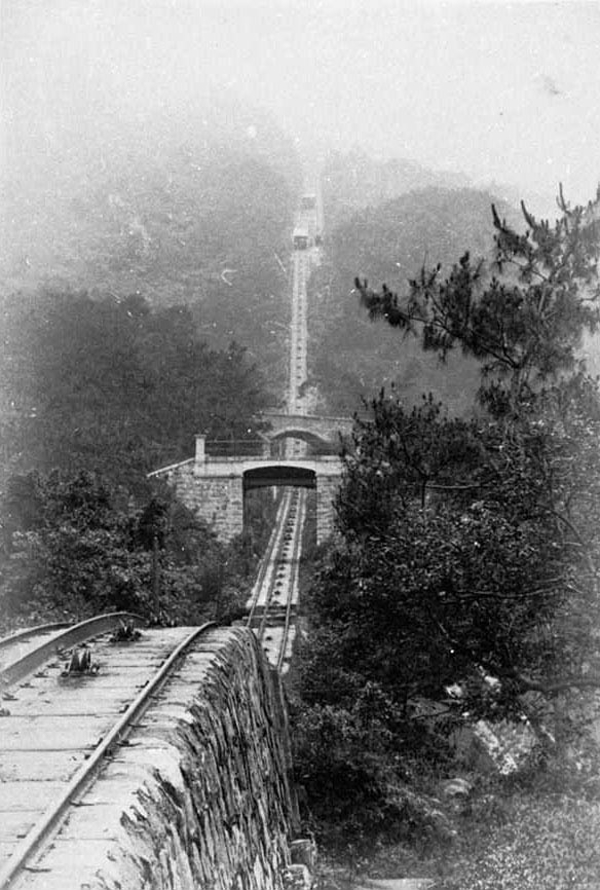
1897年的山頂纜車

香港開埠初期，往來太平山至中環的主要交通工具為轎。1882年，立法局議員伍廷芳率先提議在香港島興建電車系統，獲立法局議員兼任香港總商會主席奇利贊臣（F. B. Johnson）和議，並且於同年7月2日提出規劃草案，於10月由立法局特別委員會審核，最終於1882年2月9日通過《建築車路條例》（Tramways Ordinance），於1883年通過Peak Tramway Ordinance（等同現時香港法例第265章 《山頂纜車條例》）。計劃發展6段電車路線，惟因為財團只對連接中環花園道至太平山爐峰峽的路段有興趣，故此當局於1883年11月3日修訂條例，率先發展山頂纜車。
發展山頂纜車的財團除了奇利贊臣本人，還包括蘇格蘭商人芬梨史山纜車鐵路公司。工程於1885年9月展開，至1888年5月30日早上8時，山頂纜車由時任香港總督德輔主持剪綵儀式啟用；當日共接載600名乘客，而其首年客流量達150,000人次。
1920年代，山頂道（今舊山頂道）啟用前，山頂纜車是唯一直接連接中區與山頂的交通工具。

### 戰前發展
1889年5月的暴風雨曾經摧毀了整段山頂纜車三分之二的長度。
在山頂纜車通車後至1926年前，山頂纜車車廂座位分為三種：頭等，僅英國殖民地官員和太平山居民（均為白人）使用；二等：為英國軍人及香港警務人員；三等：其他香港居民。通車時的來回收費分別為港元4.5毫（頭等）、3毫（二等）及1.5毫（三等）。於1908年至1949年期間，車廂首排兩個座位預留予香港總督及夫人專用，背後掛上了「此座位留座予總督閣下」（Reserved for the Governor of Hong Kong）的銅牌。
1926年，山頂纜車機房的控制機組由原先的蒸氣渦爐推動更改為使用電力推動，並且興建了架空電纜。
1934年7月，有意見再次提議將山頂纜車延伸至皇后大道。相關建議早於1888年山頂纜車建成時已經提出，但因駐港英軍反對破壞域多利軍營而作罷。
香港日佔時期，由於山頂及半山區在香港保衛戰期間遭受嚴重破壞，山頂纜車服務一度停頓達半年，至1942年6月25日才恢復，而山頂纜車車身亦在慶祝70週年後轉為綠色。

### 戰後發展
1959年，設72座的全金屬纜車車廂投入服務，亦即現今全自動化身，而1977年的香港旅遊郵票和首日封載有山頂纜車。
為了提升載客量及安全水平，纜車公司於1986年6月起推展纜車系統現代化計劃，邀請了世界各地的公司參與投標。1988年5月18日，工程由瑞士 Von Roll Transport System Limited 投得。同年，纜車公司慶祝通車100周年，香港郵政總局發行了紀念郵票及首日封。山頂纜車現代化工程包括更改為自動化操作，拆除架空電纜，在總站月台地底開闢了1,650立方米的新機房及更改使用全新製造的紅色纜車，以淘汰因為香港地鐵港島線於1985年通車後難以應用之懷舊纜車。為配合現代化工程，山頂纜車於1989年6月20日暫停服務，並於同年8月4日完工後翌日重開，而新款纜車圖片亦刊載自1990年和2007年出版之《香港年報》。
1997年6月26日，因香港回歸的因素，加上2003年開放港澳自由行後往來香港的中國大陸遊客的數量開始激增，山頂纜車的交通由本來城巴的非專利巴士服務轉為全港首條開蓬巴士專營路線新巴15C線提供。
2007年9月27日，位於金鐘花園道總站的山頂纜車歷史珍藏館開幕，展出逾200件有關山頂纜車的珍藏古物。同年，纜車公司慶祝山頂纜車歷史珍藏館開幕，推出了一套4張的紀念車票，共發行3,000套。2008年5月30日，纜車公司為慶祝纜車通車120週年，來回票價由當時平日的33港元回復至120年前的二等票價港元3毫，乘客更可以獲仿製當年的纜車車票，而職員均穿上維多利亞時代的懷舊制服；當日所有收益均撥捐予中國大陸四川汶川大地震之災民。
2020年2月12日起，因應2019冠狀病毒病疫情而令服務需求減少，山頂纜車服務時間提早至晚上10時結束。
2021年6月27日，第五代紅色車廂纜車最後一天營運。
2022年8月27日，山頂纜車重新投入服務，第六代車廂纜車開始投入服務，同時大幅加價，以及將花園道站改稱中環總站、麥當奴道站改名麥當勞道站、山頂站改稱山頂總站。

## 系統運作

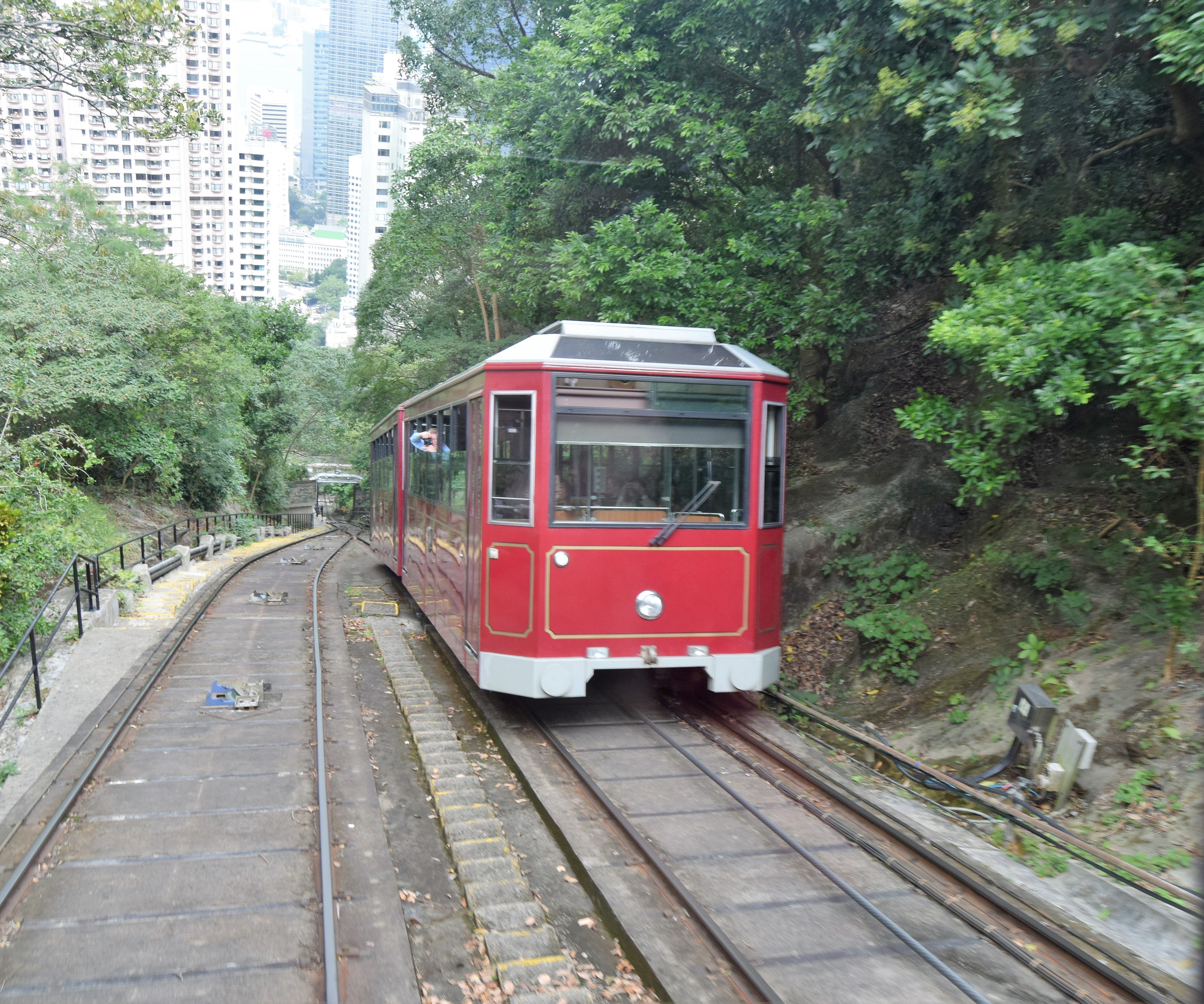
梅道站和白加道站之間的会車段

山頂纜車的路軌全長1,365米，坡度為4至25.7度，海拔為28米至396米，車站包括中環總站、堅尼地道站、麥當勞道站、梅道站、白加道站及山頂總站，以第五代電腦化纜車而言，來往兩座總站的車程約7分鐘，列車最高車速可達每秒鐘6米。第六代電腦化纜車而言，由於列車車身過長，梅道站和白加道站的一段路是有過急彎，所以列車不論是上山或下山，行駛該路段車速會稍為降低。
山頂纜車依靠直徑44毫米及斷裂應力139公噸的鋼纜拉動，路軌軌距1520毫米，此軌距屬於俄羅斯鐵路普遍採用的寬軌，也是香港唯一採用寬軌的鐵路。由於山路狹窄，山頂纜車大部分路段只鋪設單軌，但在梅道站和白加道站之間設有会車段，可供兩列纜車交匯上落。一列纜車由兩個車卡組成，纜車的轉向架設有溝車輪和平車輪，所以中間有一段是会車段，兩列纜車能夠同時以相反方向行駛。每小時可以載客2,800人次。

## 車站

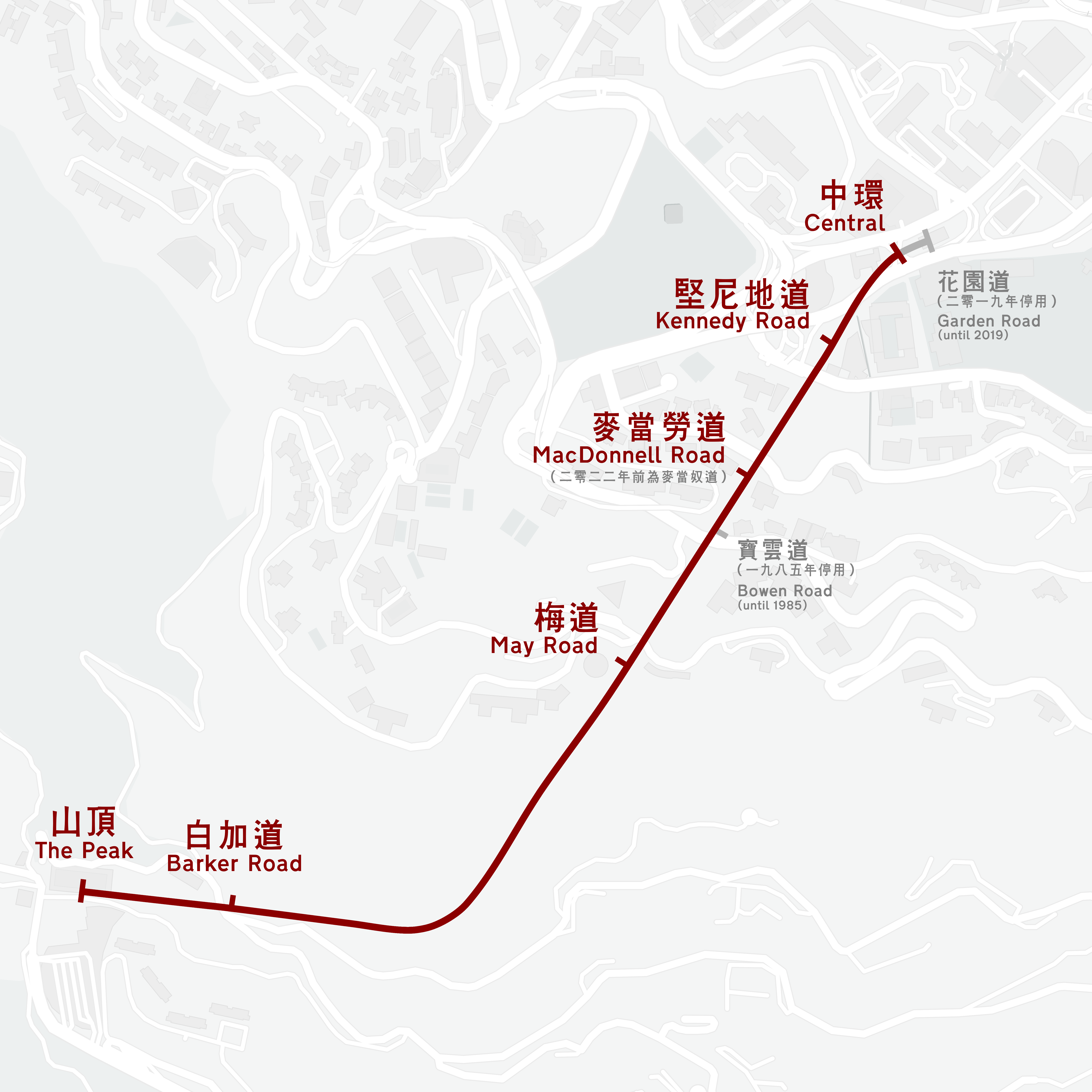
山頂纜車地圖

### 中環總站
位於中環聖約翰大廈（即港鐵中環站、金鐘站附近）

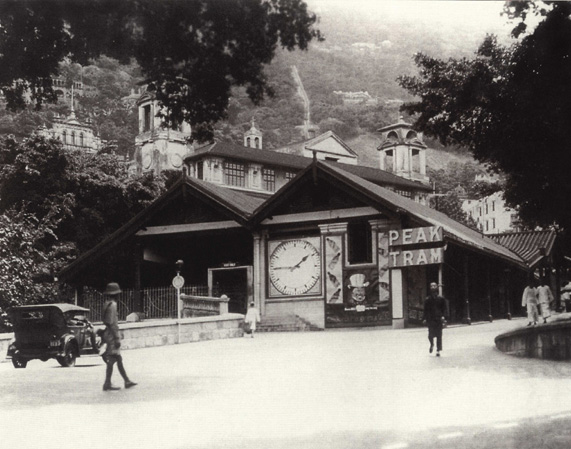
1920年代花園道纜車總站
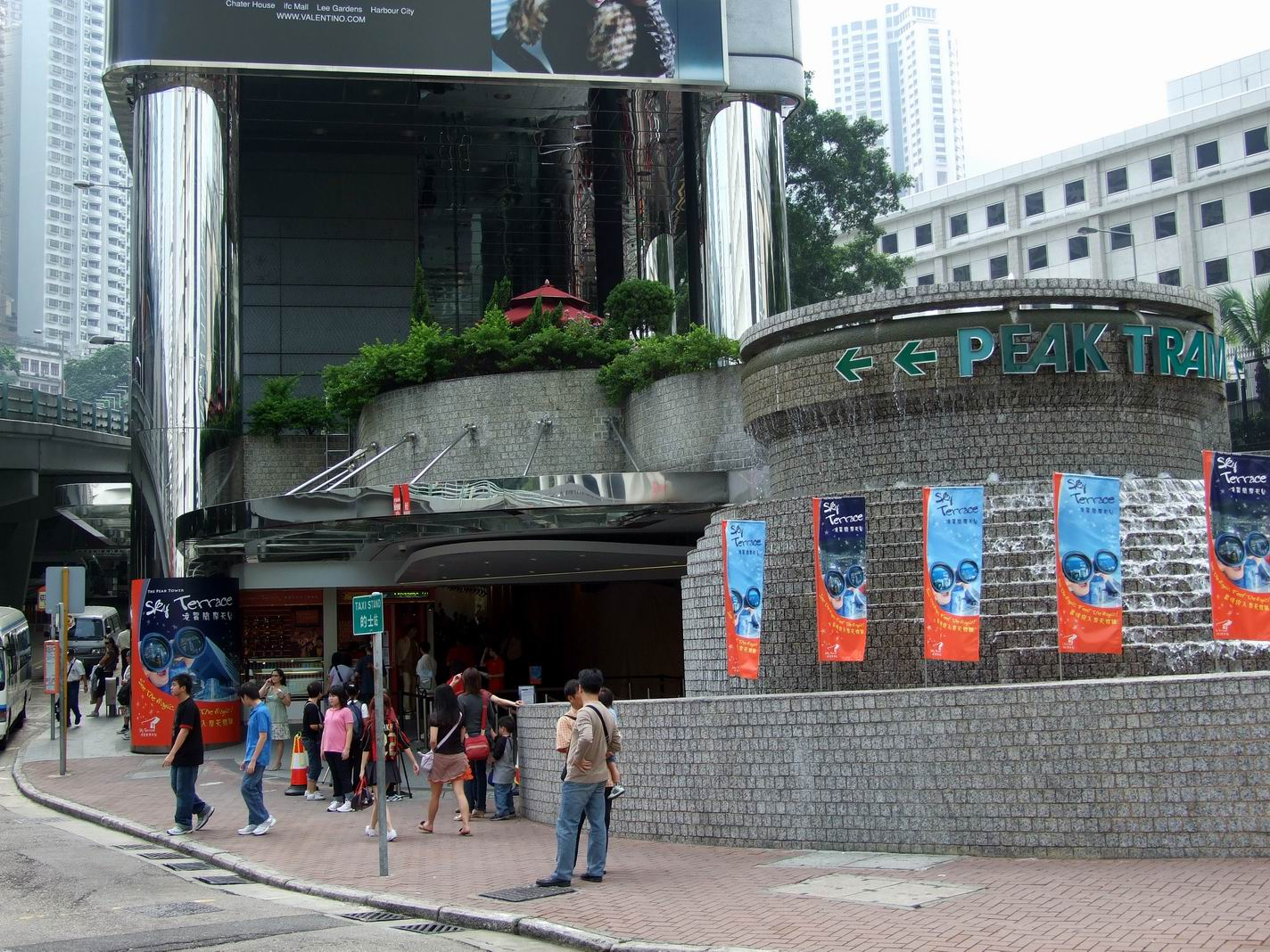
翻新之前的花園道站（即中環總站）
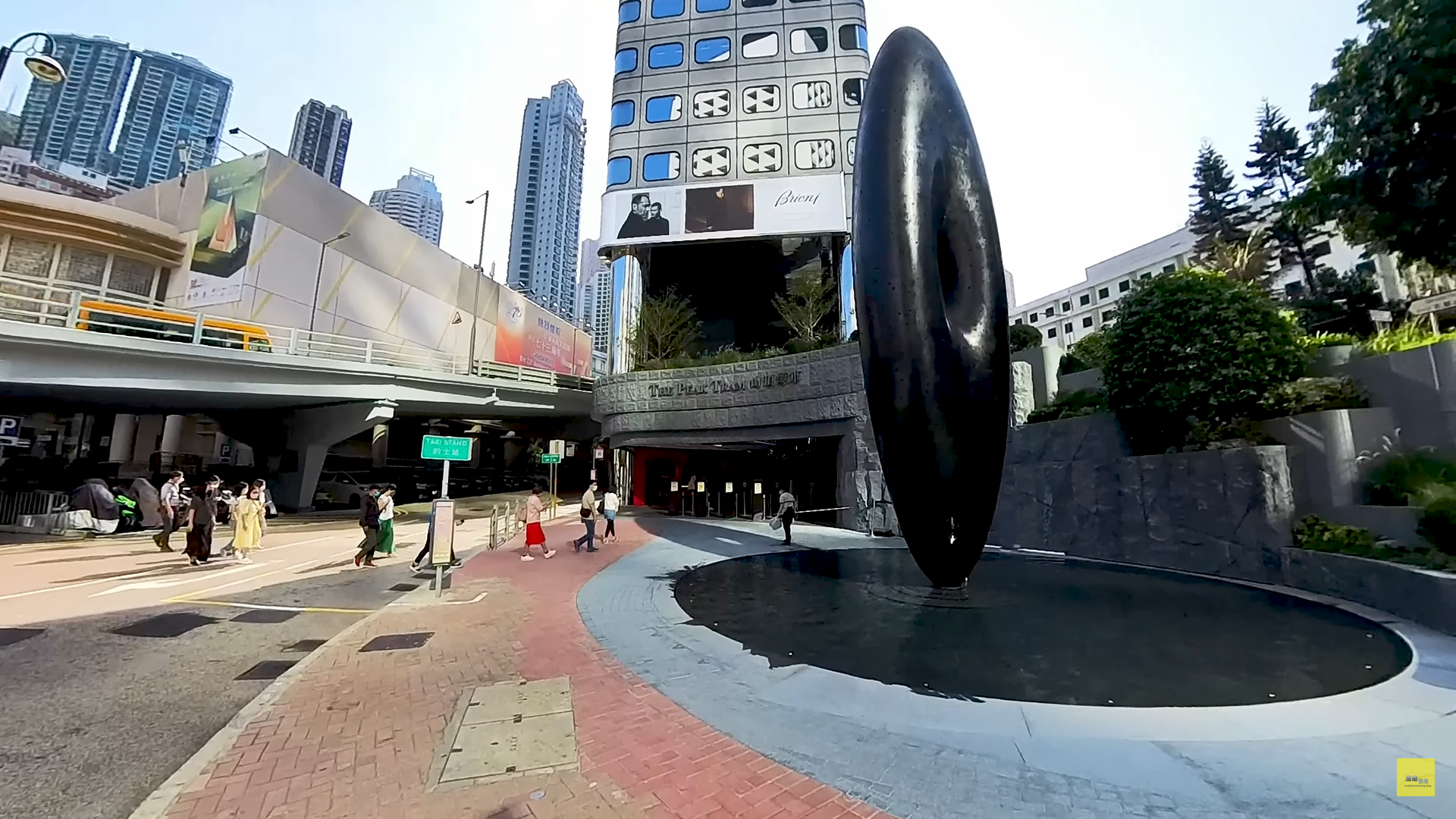
2022年翻新之後的花園道站（即中環總站）
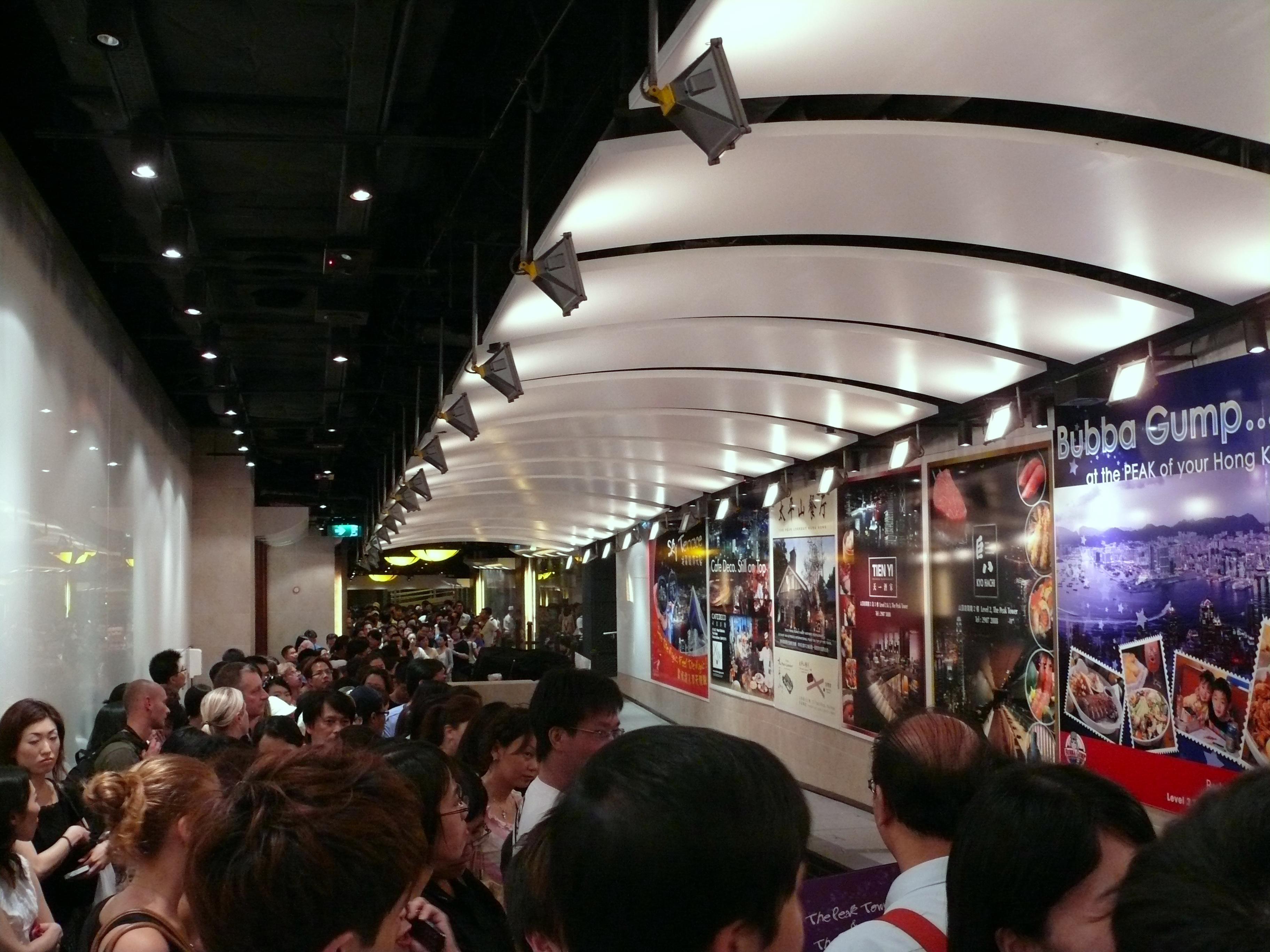
舊花園道站的候車人潮
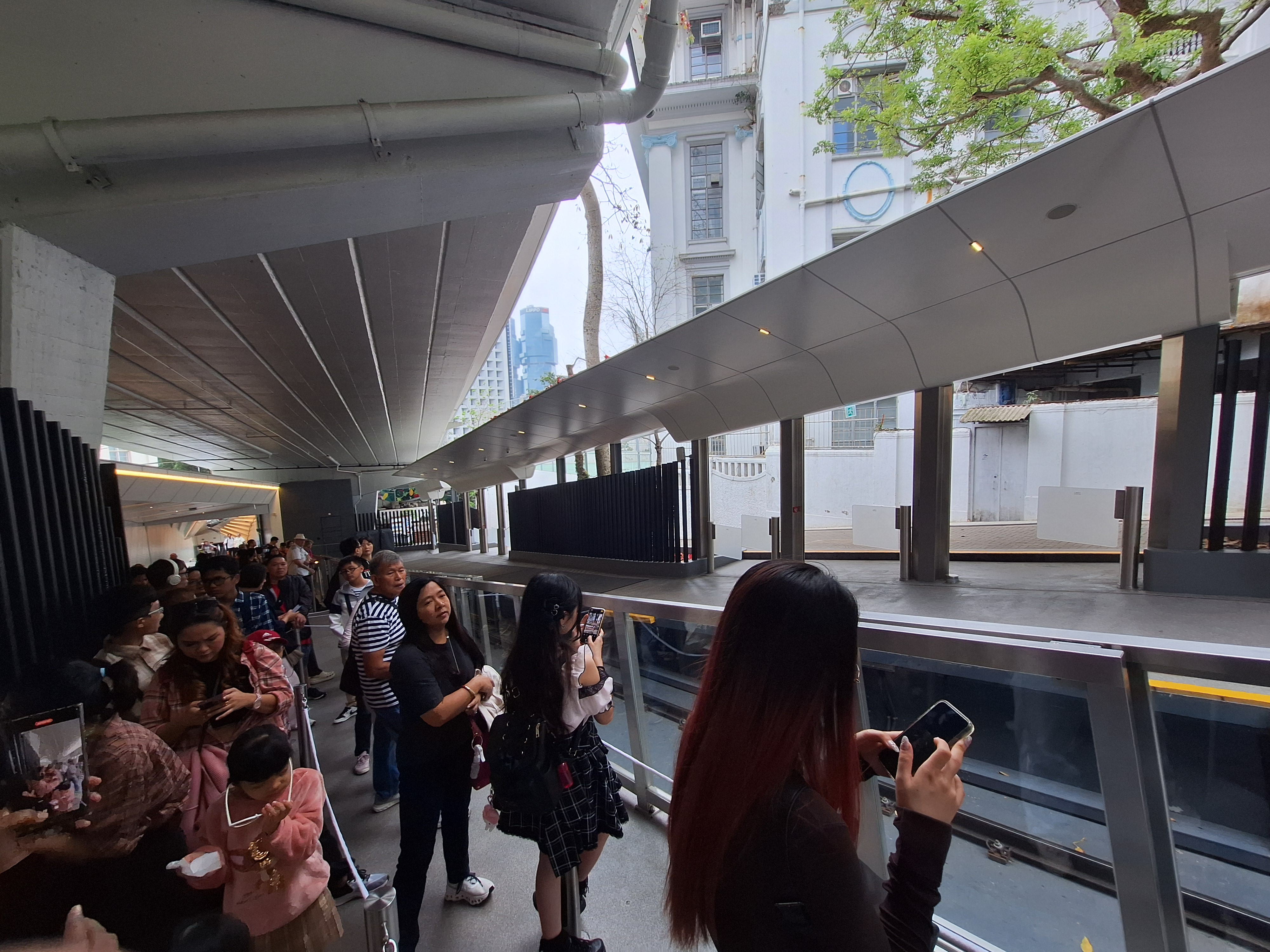
新中環總站的候車人潮

#### 相應接駁交通

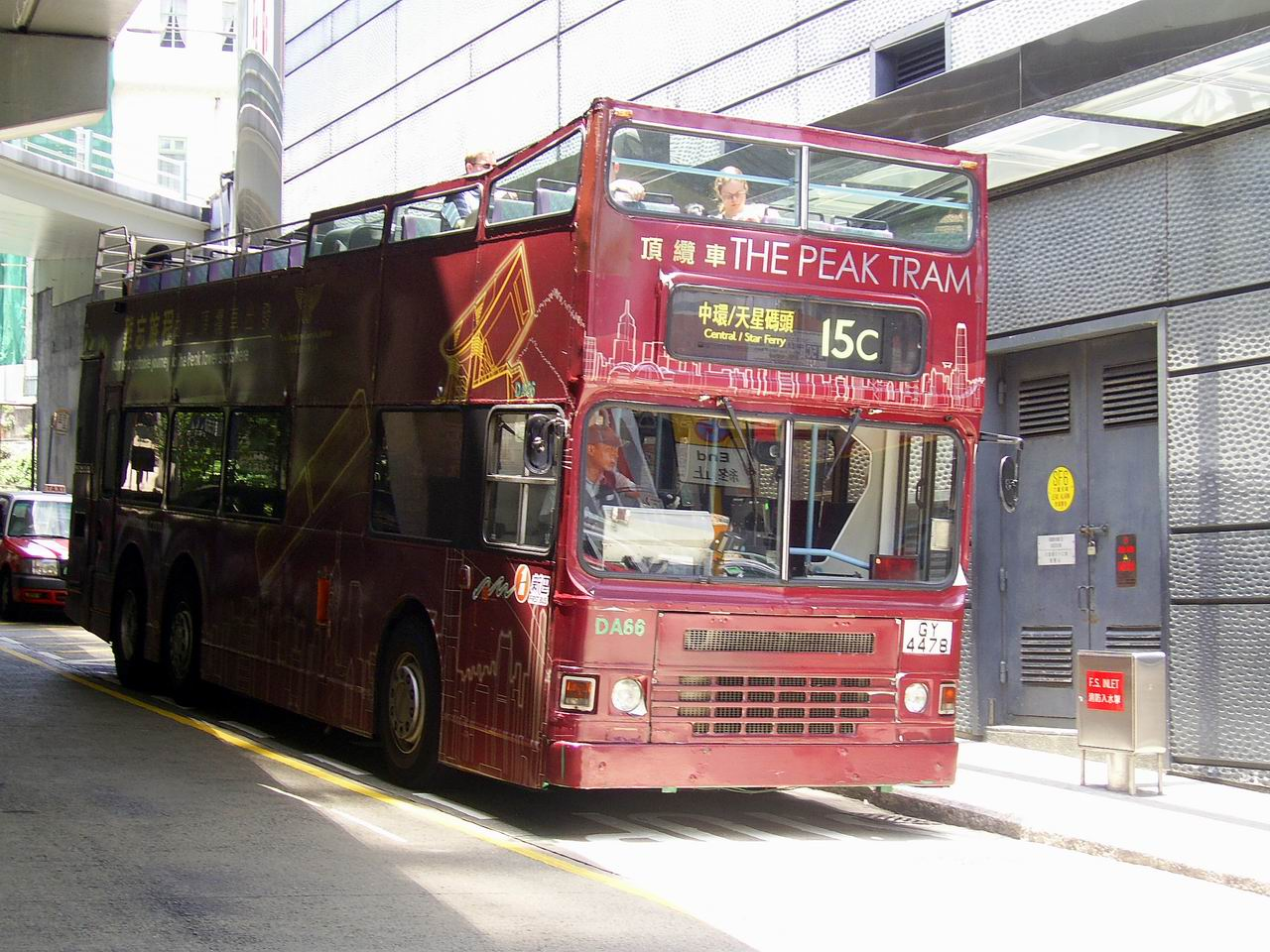
山頂纜車接駁巴士

- 新巴15C線 - 中環碼頭 ↔ 山頂纜車站（中環總站）

- 以前車站在愛丁堡廣場碼頭近香港大會堂高座的西面。從前是山頂纜車提供的免費接駁巴士服務，後來轉由新世界第一巴士提供服務，單程每人收費3.2港元。2006年11月12日起，車站隨愛丁堡廣場碼頭搬往中環碼頭，2008年1月25日起，原有行走15C的開蓬巴士（DM6／JJ4786）正式退役，改派原本由雙層空調巴士改裝成開蓬巴士的丹尼士11米空調巨鷹（DA66/GY4478）行走，全程收費由3.2港元調高至4元，2008年6月8日起，調高至4.2元，而雙層開蓬巴士（DA66/GY4478）已於2015年1月1日起退役，新巴同日則改派單層空調巴士行走，至今仍未有派出雙層開蓬巴士行走；2021年4月4日及2022年1月2日起，分別調高至4.8元及5.1元。因應新巴城巴合併，2023年7月1日改由城巴接辦。

### 堅尼地道站

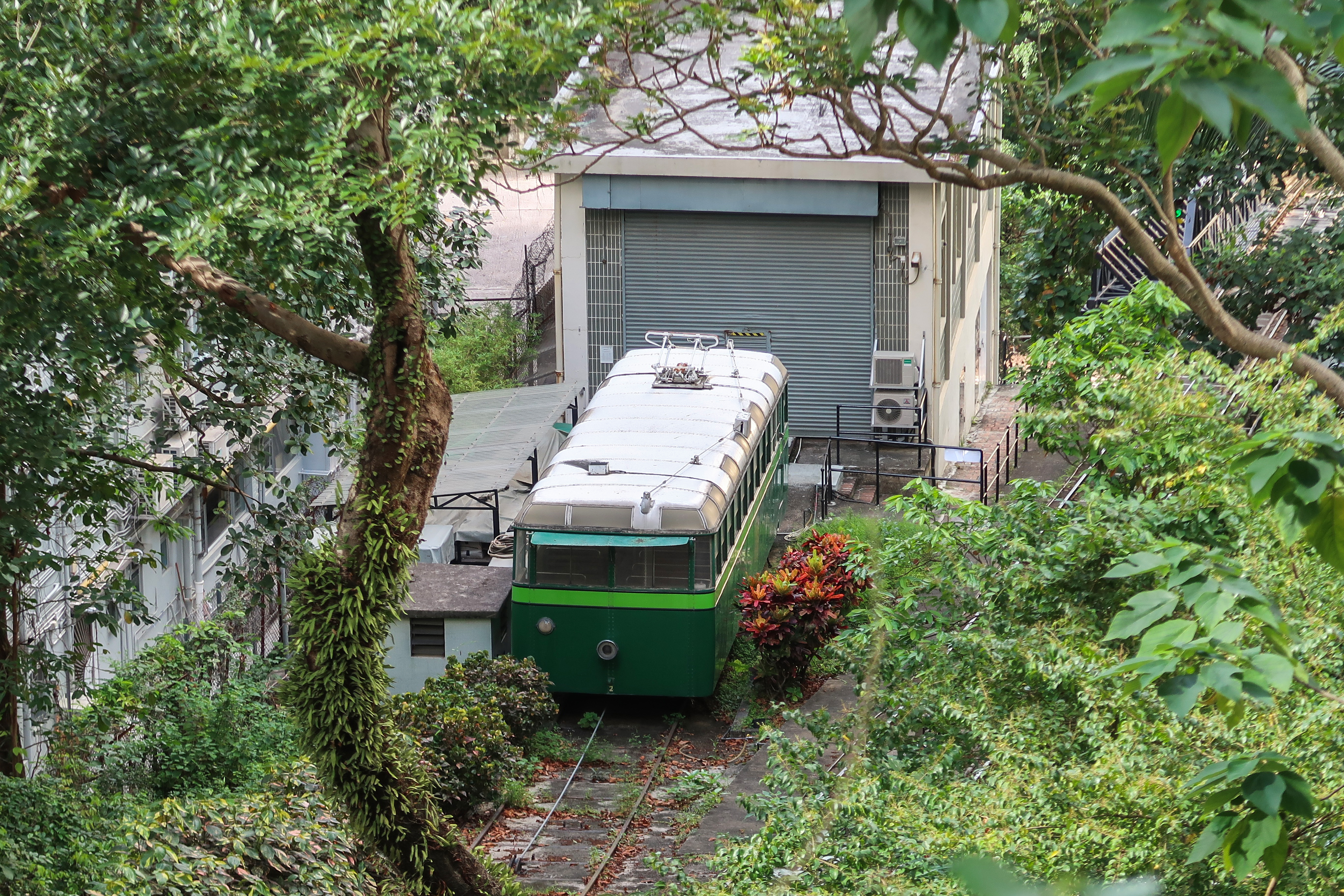
已退役的第四代綠色車廂在堅尼地道站附近永久展示
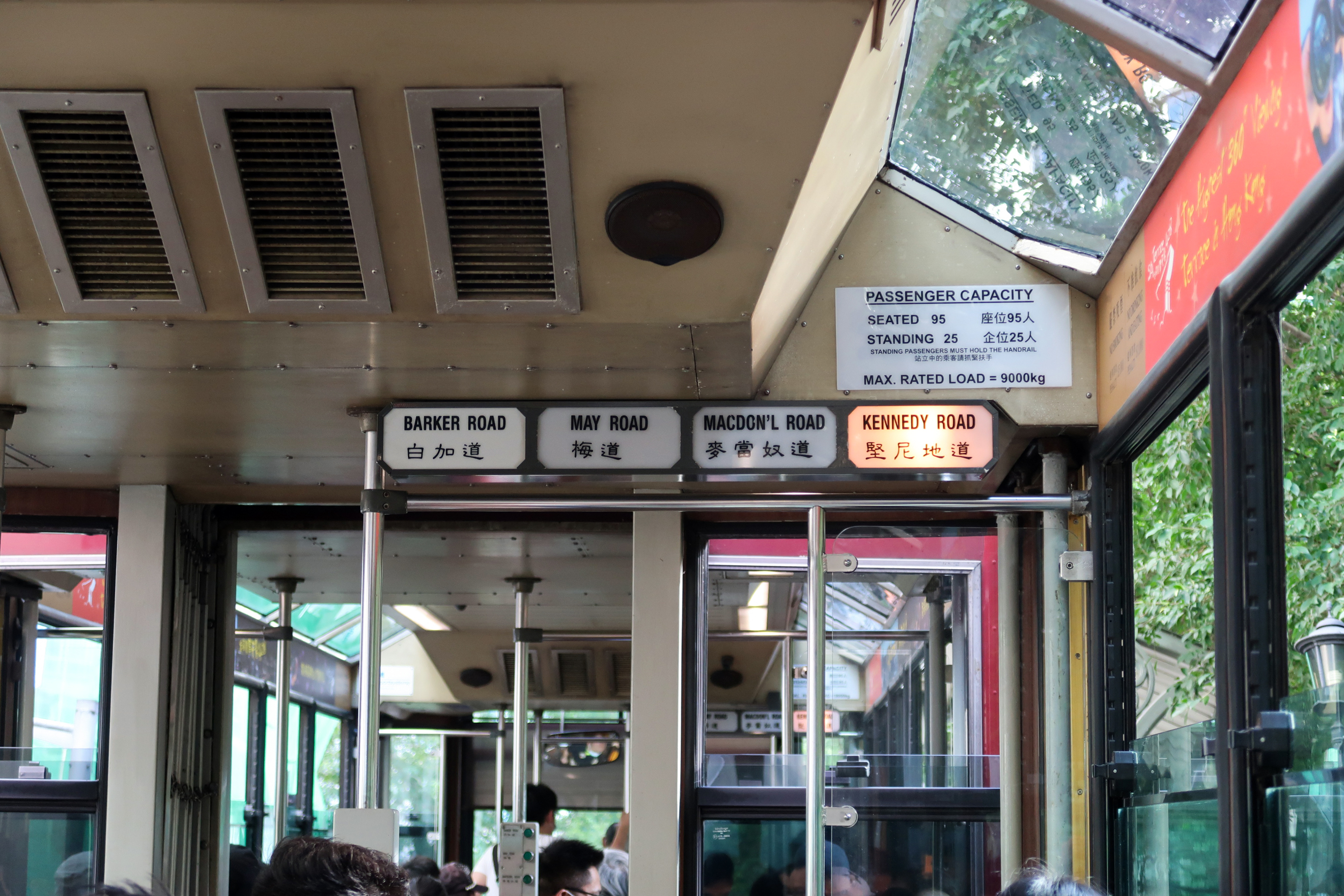
已退役的第五代纜車車廂於堅尼地道站的報站顯示

### 寶雲道站

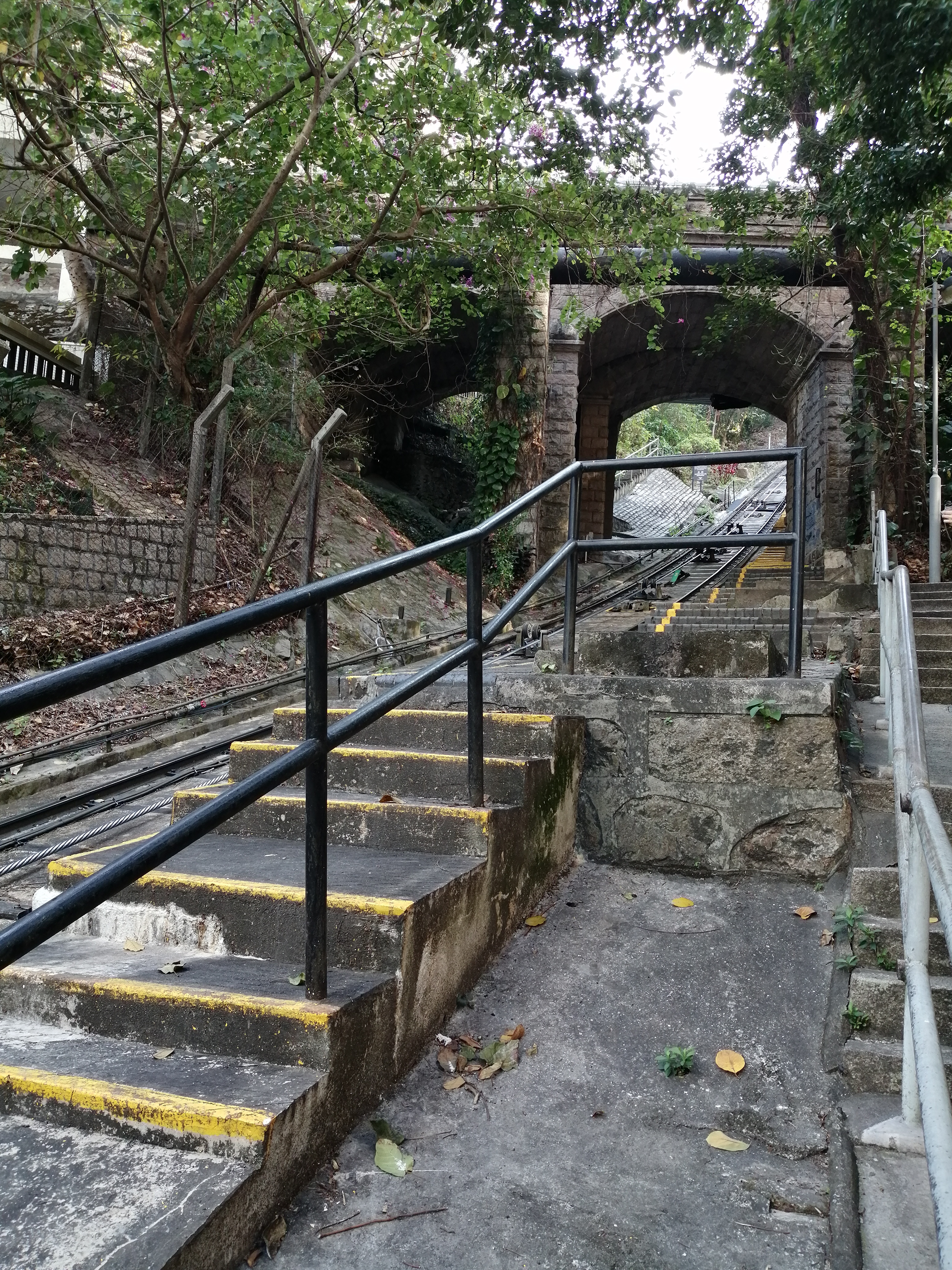
舊寶雲道站月台梯級。橋洞上方為馬己仙峽道。

寶雲道站為香港山頂纜車昔日的車站之一，與山頂纜車一起在1888年5月30日啟用。1985年1月1日起停用，因為太相近而併入麥當勞道站。它位於麥當勞道站之上不到100米的距離，在馬己仙峽道石拱橋的正下方，現時車站設施已經拆除，剩下候車的月台和梯級的遺跡。

### 山頂總站
位於太平山頂凌霄閣

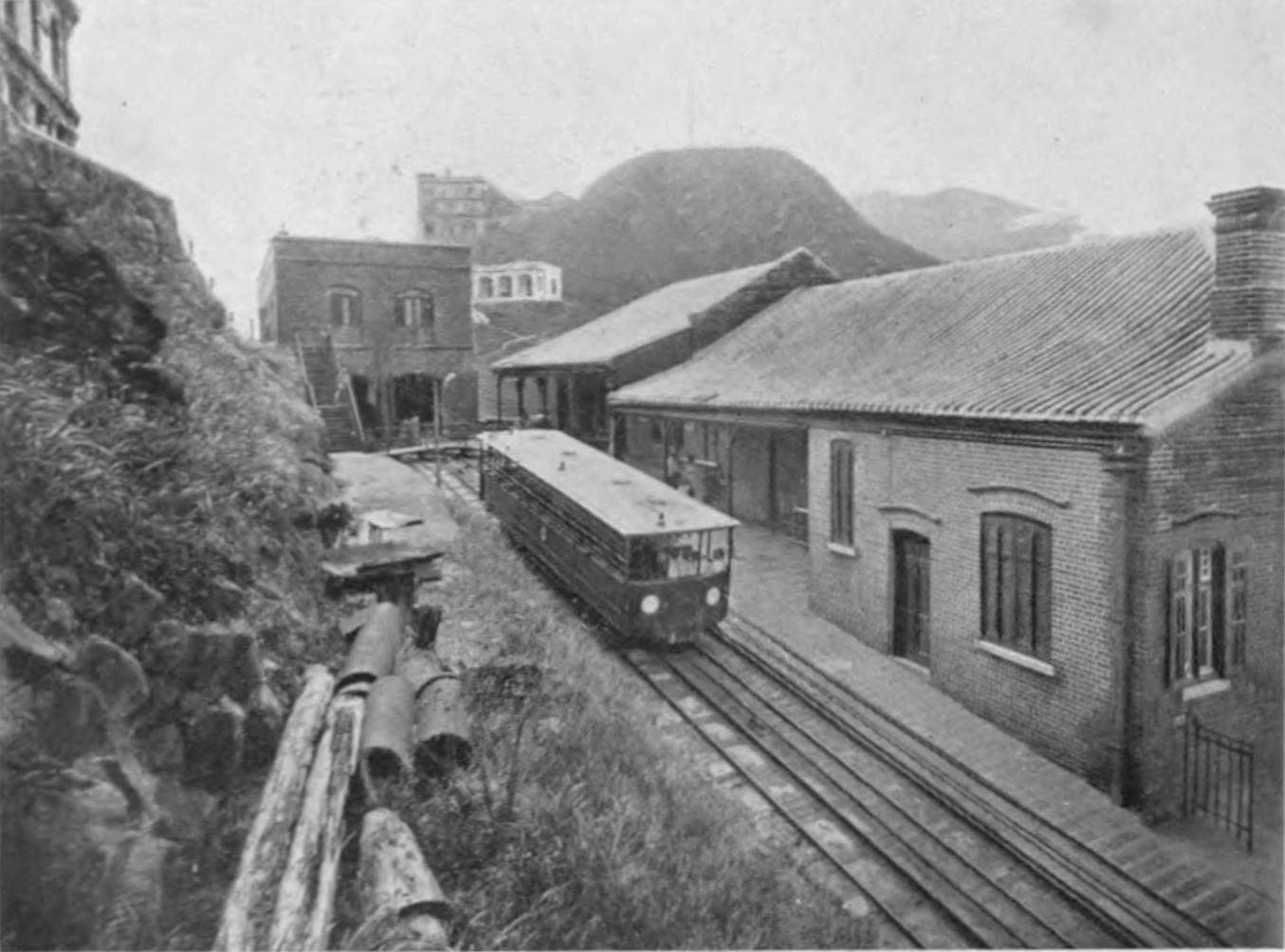
1908年山頂總站
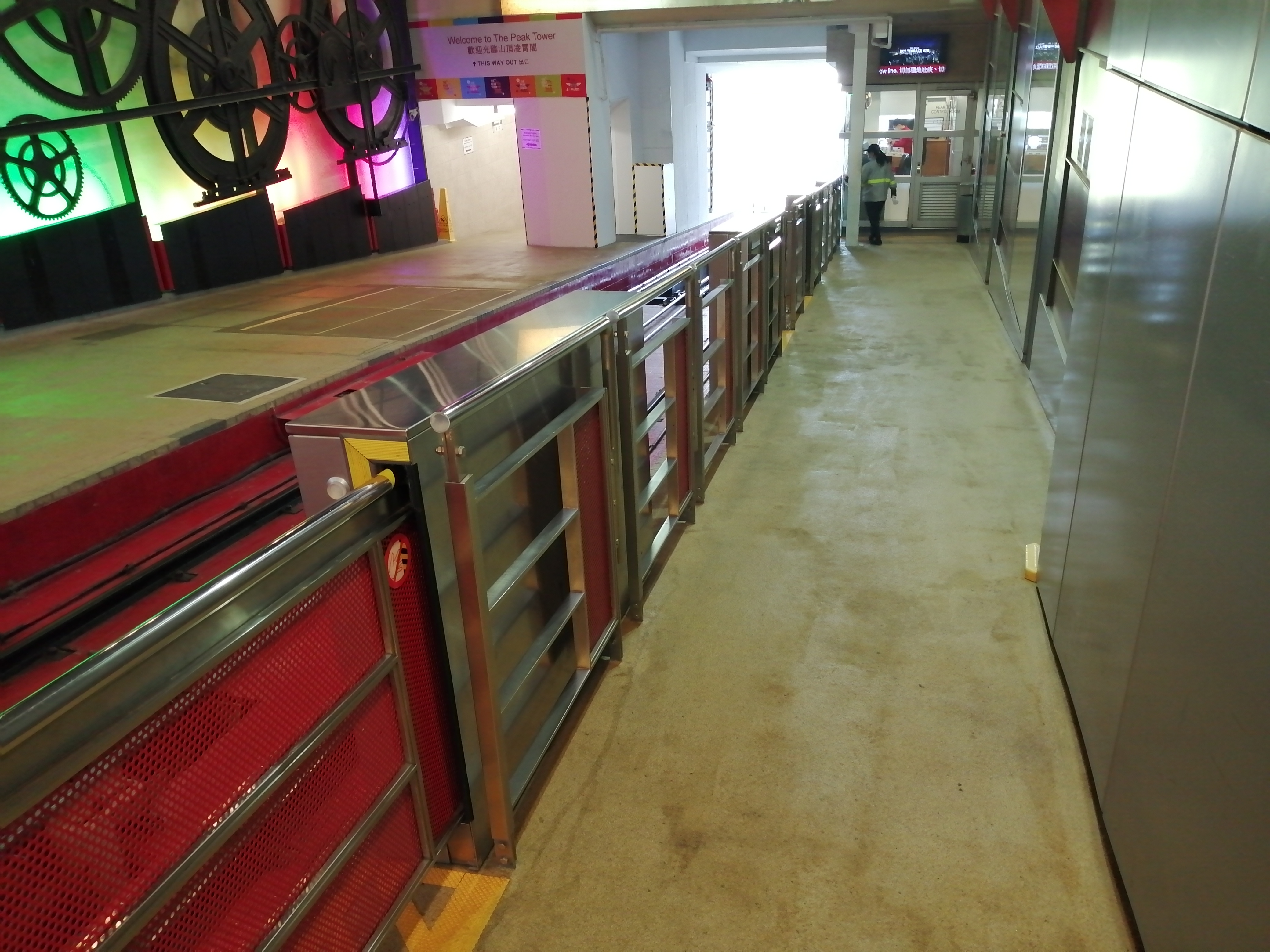
翻新前的山頂站月台（2021年）
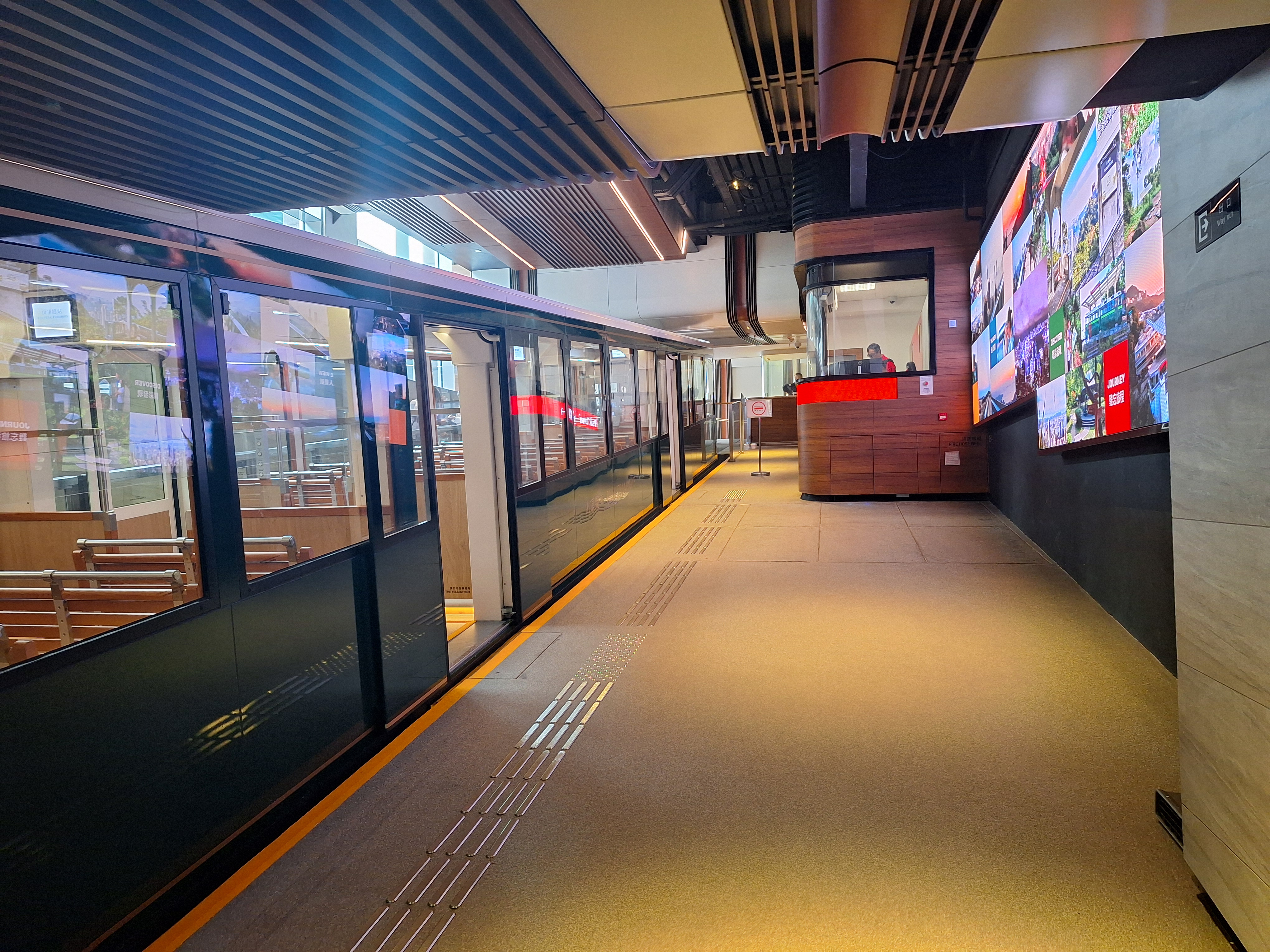
翻新後的山頂站月台（2024年，原有的齒輪形藝術裝置已換成LED顯示屏）

## 車廂

### 車廂規格
- 每節車廂長度：16480毫米
- 全列列車長度（兩節車廂）：33380毫米
- 每列列車座位數量：167個
  - 第一節（山頂總站方向）：86個，全數為正向座位
  - 第二節（山頂總站方向）：81個，當中21個設有腳踏的背向座位，1個背向座位設有安全帶（中環總站方向），其餘59個皆屬正向座位
- 車門：Ventura嵌入式車門，每節車廂左右各有兩對；關門警示聲採用與倫敦地鐵1992年型列車（英语：London Underground 1992 Stock）與復興號動車組類似的款式，為全港第一款採用嵌入式車門及配備關門警示音的纜車。
- 每列列車載客量：210人
- 最高速度：每秒6米
- 單方向每小時最高載客量：1575人次
- 其他：
  - 設有動態顯示屏
  - 車廂外型向已退役的第三代及第四代綠色車廂致敬

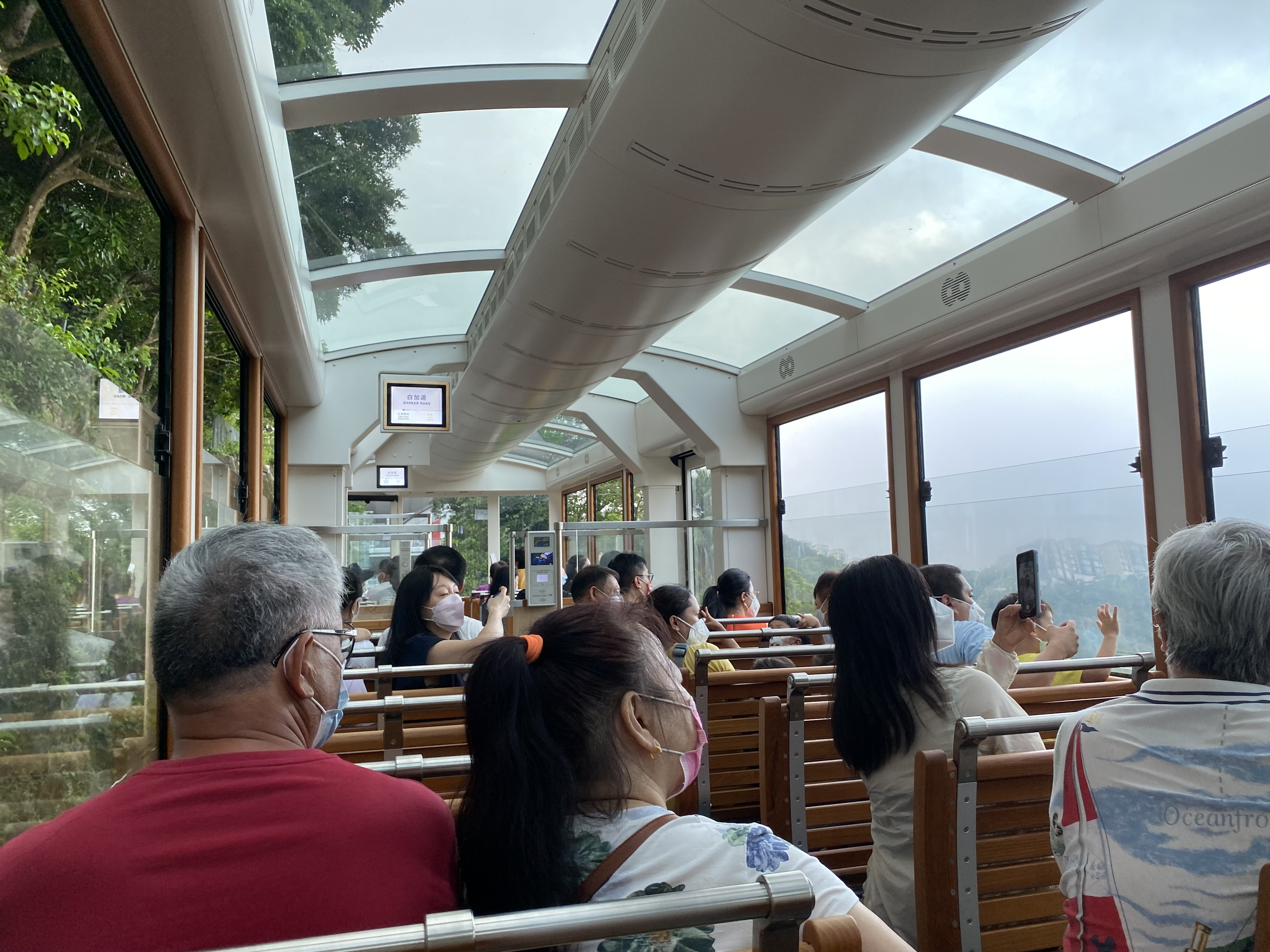
車廂內貌
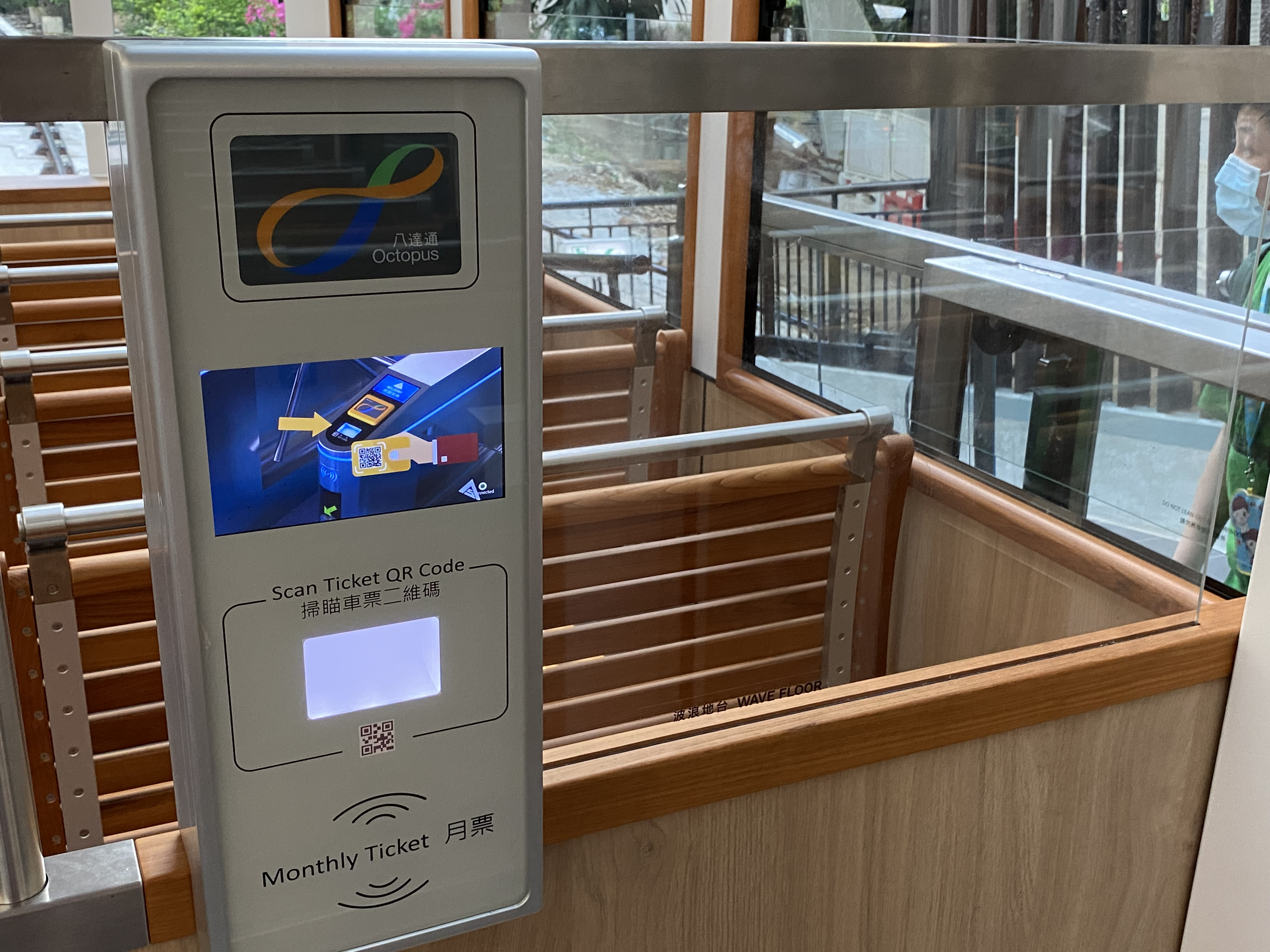
車廂內的八達通／車票處理器（供中途站登車乘客使用）
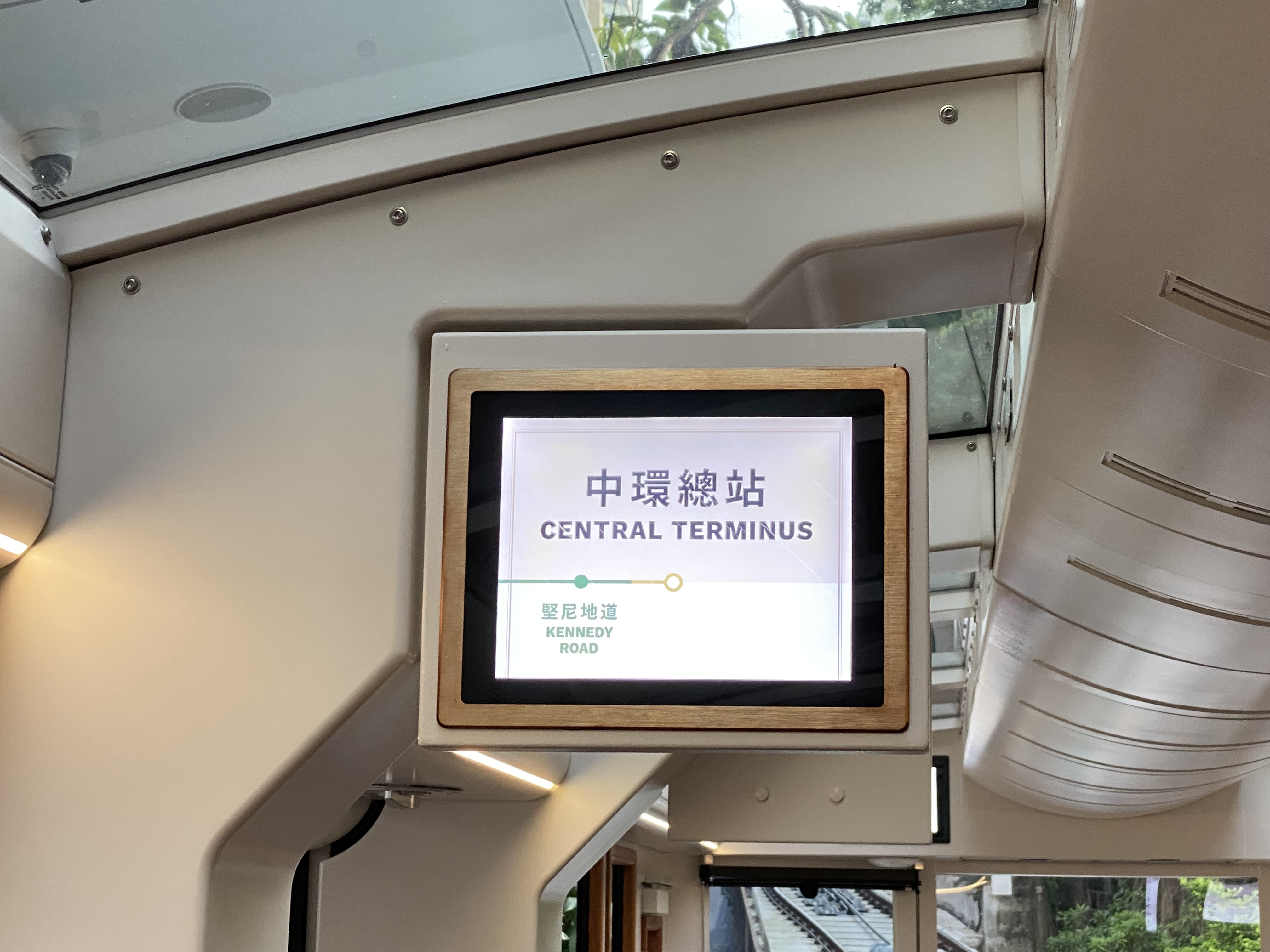
車廂內的動態顯示屏
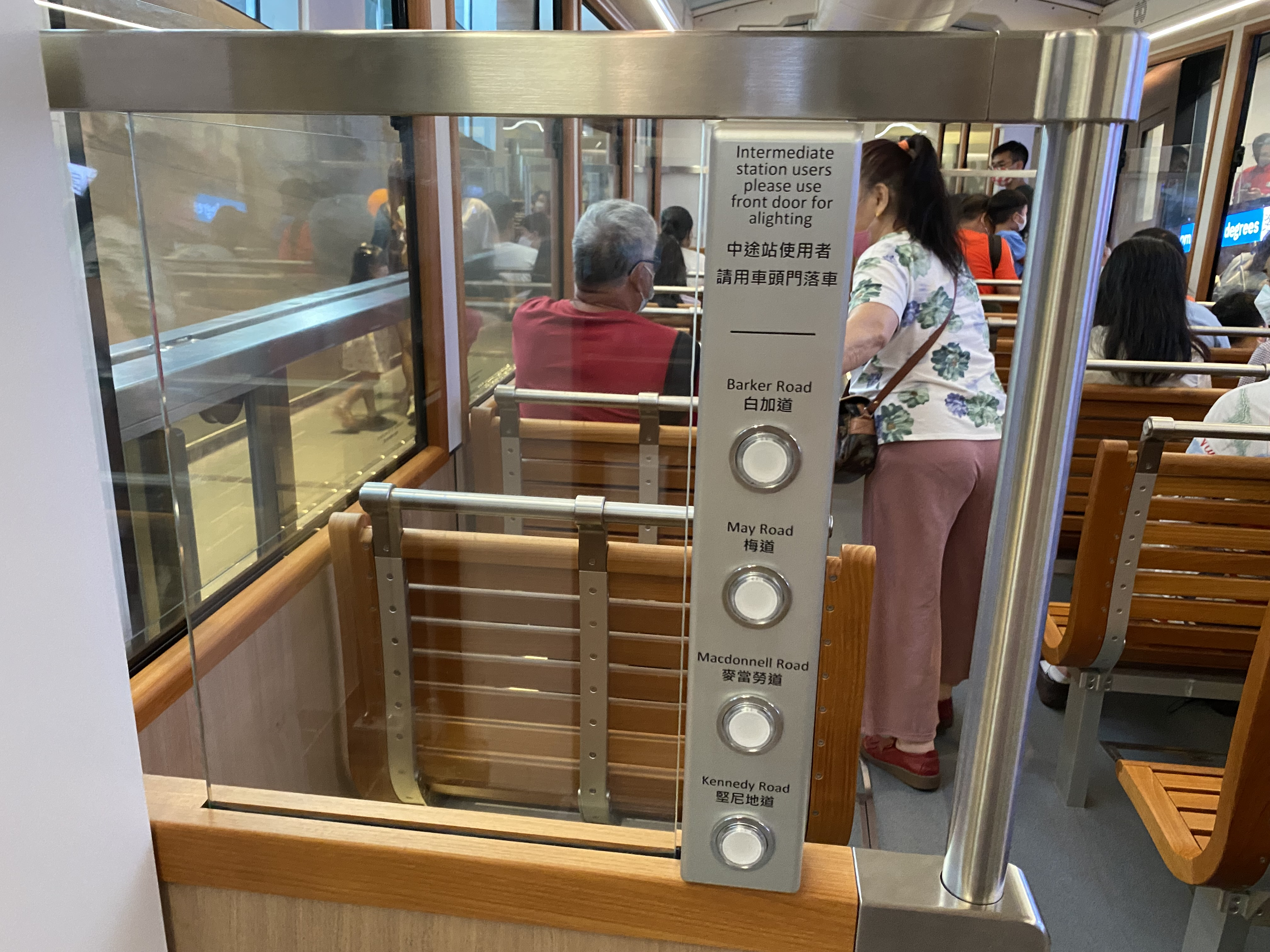
車廂內的中途站下車鐘（供中途站下車乘客使用）

### 車廂演變
- 第一代（1888年5月30日－1926年）：由香港總督威廉德輔爵士主持開業，使用燃煤蒸氣發動機的木製第一代車廂，載客30人。
- 第二代（1926年－1948年）：第二代車廂改用電動拖曳齒輪驅動，載客52人。
- 第三代（1948年－1959年）：用電動拖曳齒輪驅動新的全金屬製第三代車廂，載客62人。
- 第四代（1959年－1989年6月20日）：用電動拖曳齒輪驅動新的全鋁製第四代綠色車廂，由英國 Metal Sections 製造，投入服務初期時是紅色車身的（後來才改為綠色），載客72人，密封車廂使搭客能沿途欣賞風景不受天雨影響，其後鑑於地鐵港島綫於1985年至1986年通車所導致之不敷應用，於1989年6月20日退役。
- 第五代（1989年8月5日－2021年6月27日）：使用電腦控制驅動的全鋁製第五代紅色車廂，由瑞士 Von Roll Transport System Limited / Gangloff Cabins AG 製造，載客120人（包括95個座位（全數為山頂總站方向正向座位）及25個企位），列車設有兩卡車廂，其後鑑於內地自由行旅客引致假日排隊候車需超過2小時，以及港鐵東鐵綫過海段於2022年通車所導致之不敷應用，已於2021年6月27日完成服務後退役，2023年5月19日更將其中一節車廂移至「中電鐘樓文化館」給市民參觀回顧。[8]另外一節則捐贈給一間自然教育團體，安放於上水一個露營場地作香港地質教育中心。
- 第六代（2022年8月27日－）：使用電腦控制驅動的全鋁製第六代綠色車廂，由瑞士 Garaventa、CWA和 Frey 等廠商製造，載客210人，列車設有兩卡車廂，為無梯級設計，設八個較寬車門，可讓合共最多8台輪椅／嬰兒車進出，並設輪椅固定裝置，方便輪椅上落，兩部列車在2021年9月6日到港。使用全新車輪式轉向架，令行車時更寧靜。2022年3月5日開始試車，於2022年8月27日起開始服役。[9][10]

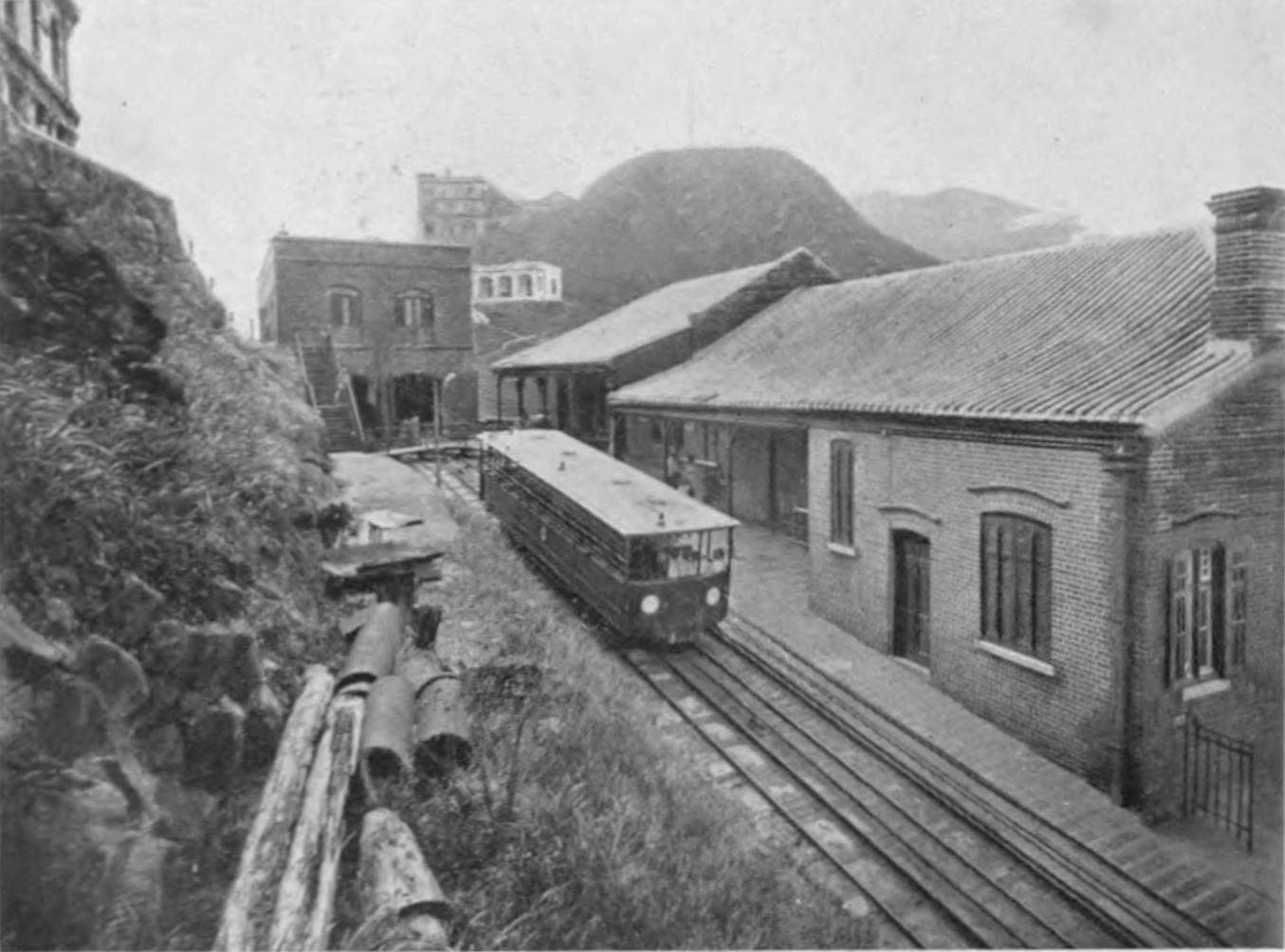
第一代纜車車廂
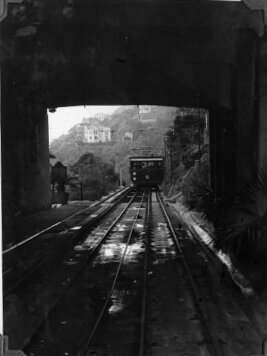
第二代纜車車廂
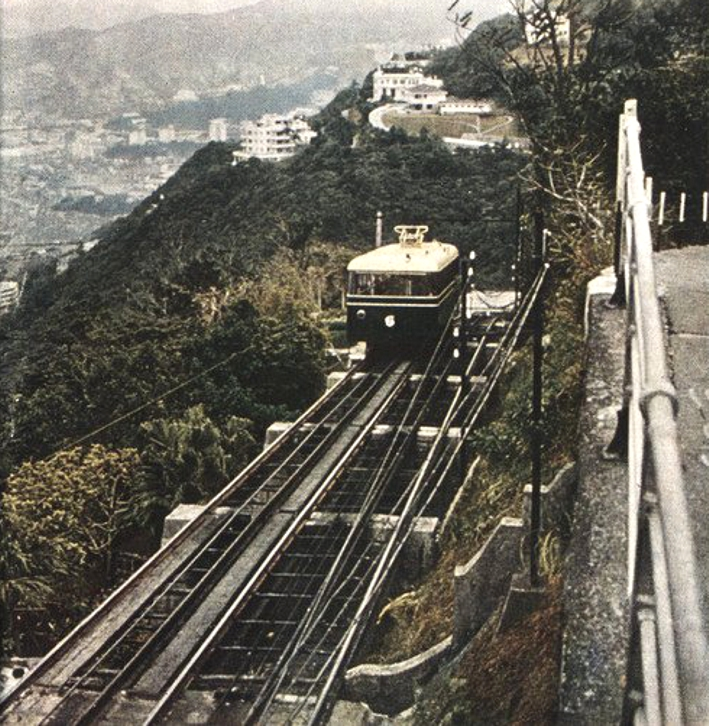
第三代纜車車廂
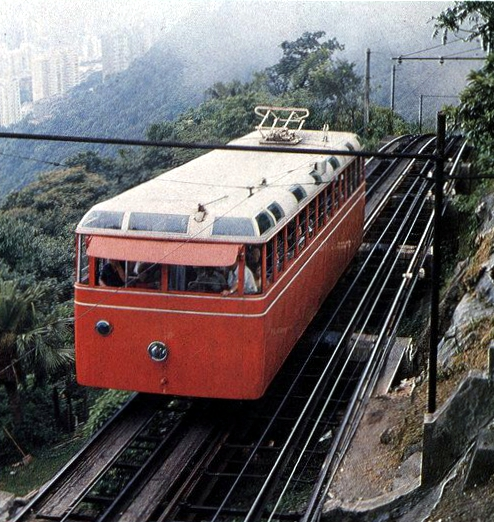
第四代纜車車廂
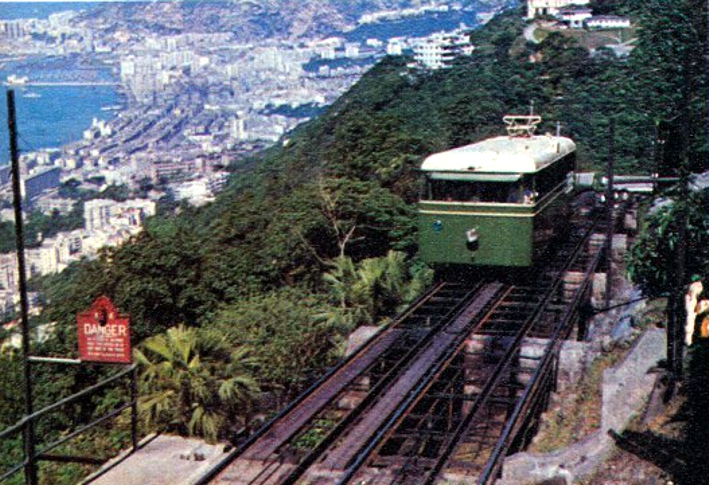
1970年代的第四代綠色車廂纜車
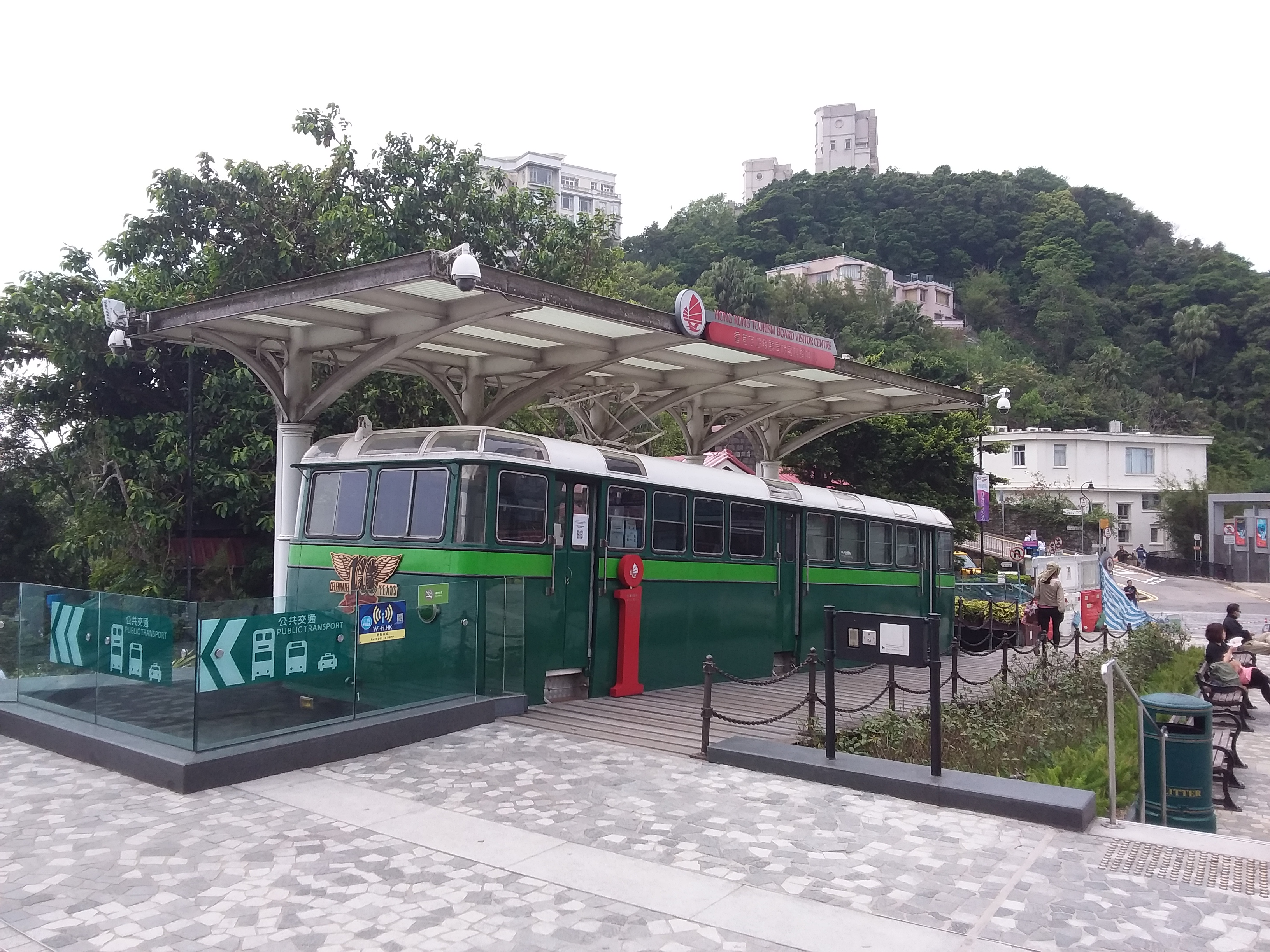
已退役的第四代綠色車廂纜車被放置於山頂總站外以旅發局旅客諮詢中心形式永久運作
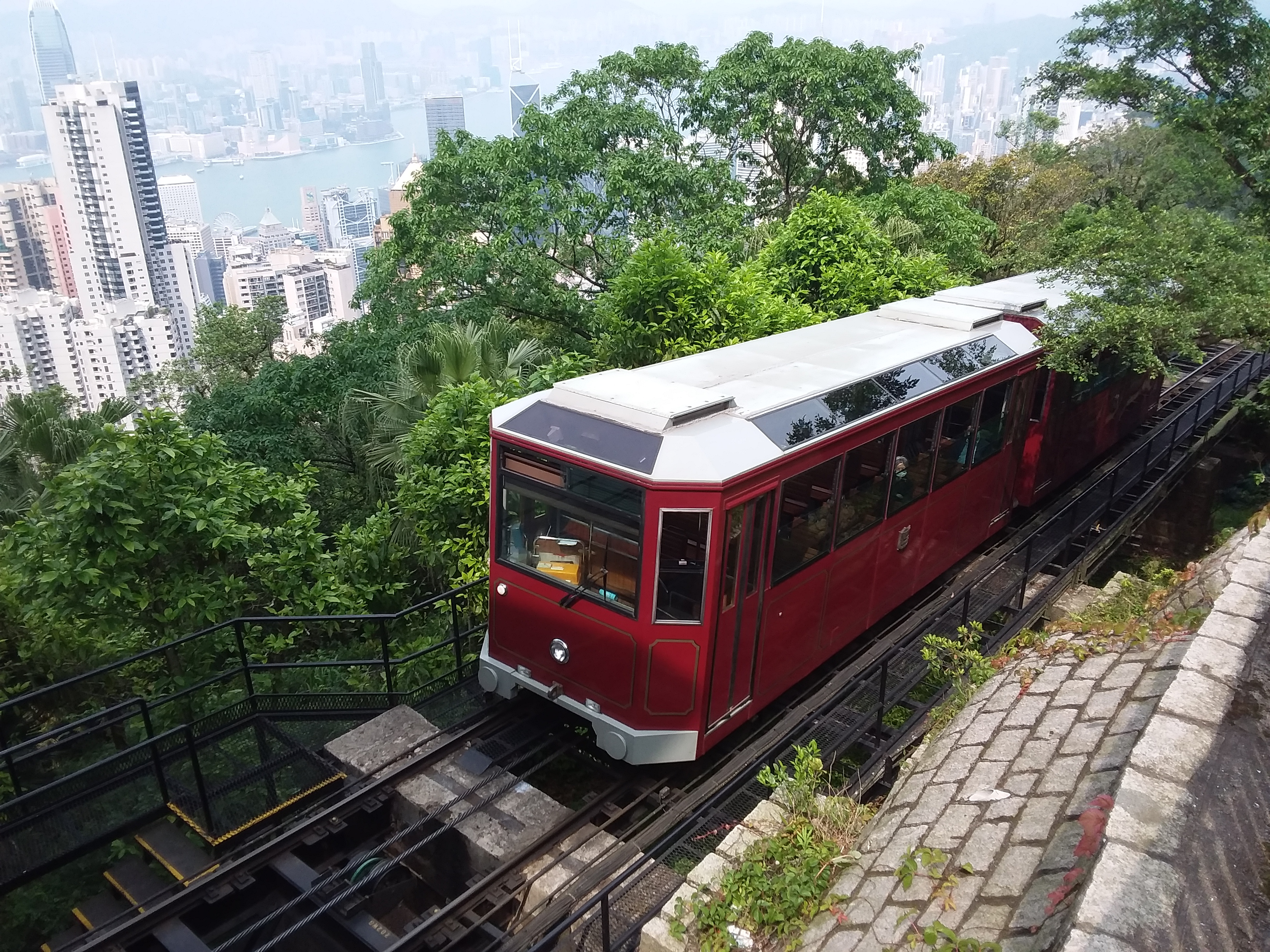
第五代纜車車廂
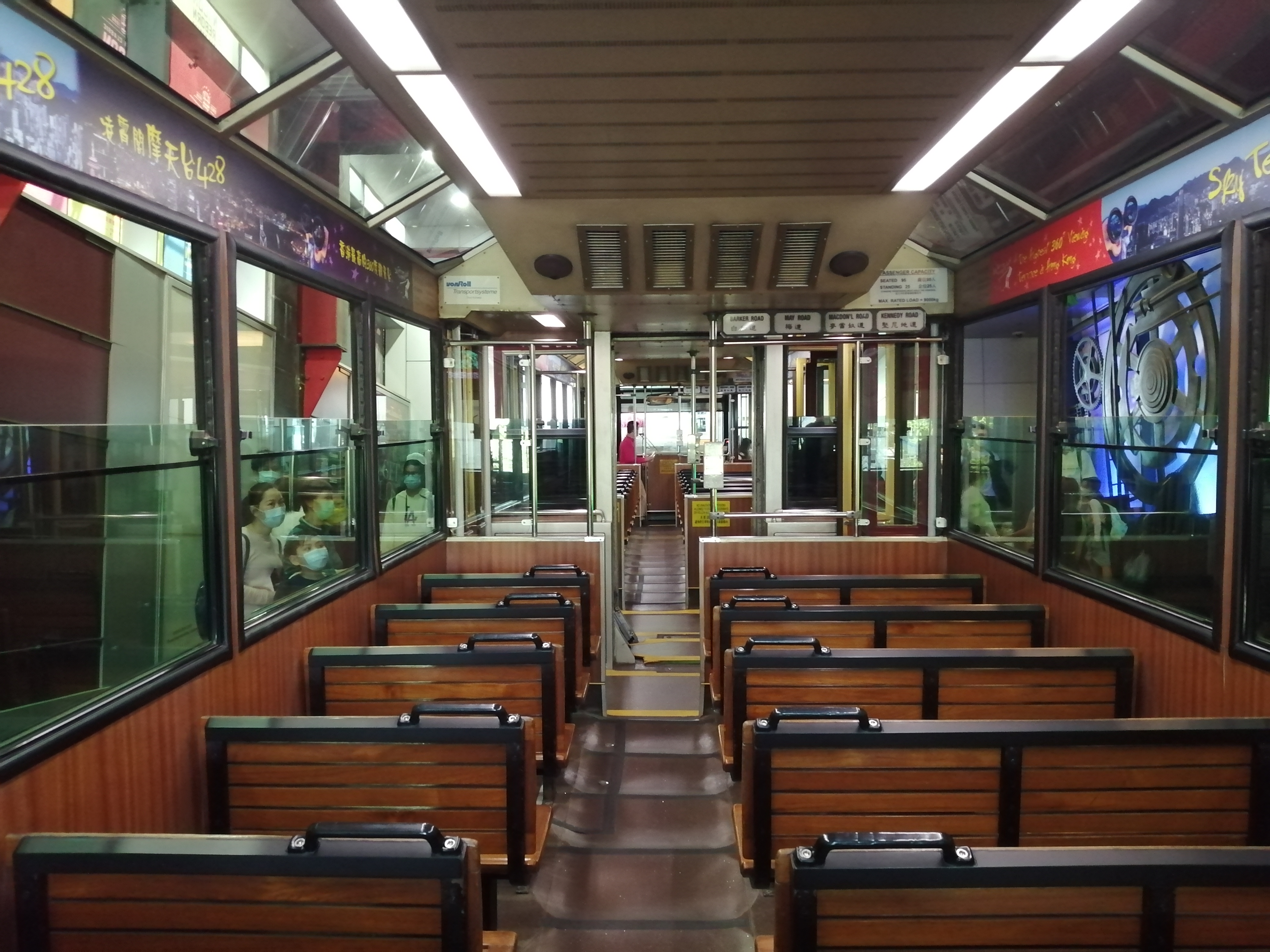
第五代纜車車廂內貌
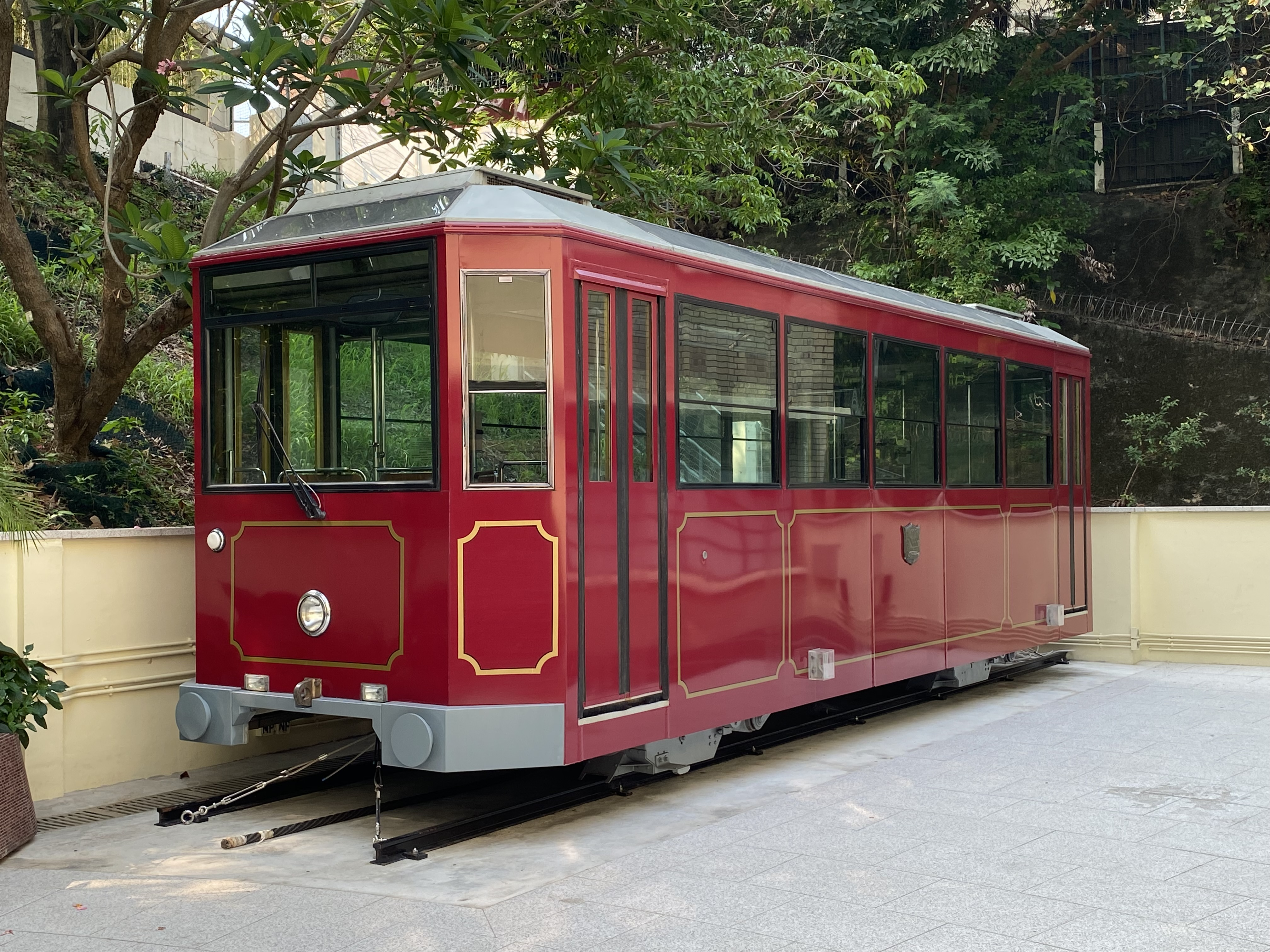
第5代退役車卡於中電鐘樓文化館展出
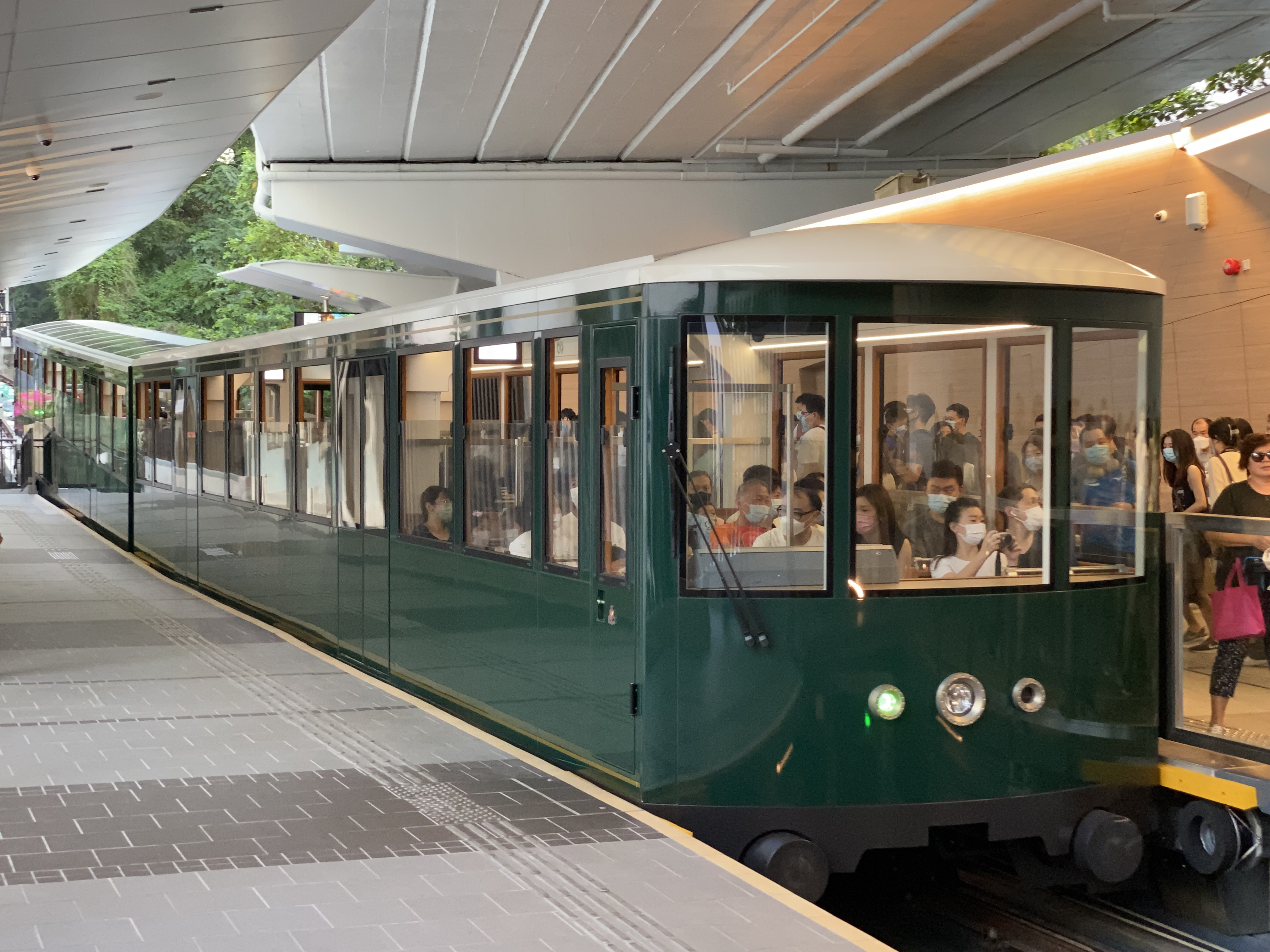
第六代纜車車廂

## 營運時間
- 頭班車為上午7時30分，尾班車為晚上11時正
- 班次：每15至20分鐘一班（於星期六、日及公眾假期主要時段，實際每10分鐘一班，較官方公佈班次為密）

## 收費
由2025年1月6日起實施：
| 車票／套票類別                                                                                         | | |        |        |        |
| 成人                                                                                                   | 小童 長者                                                                                              | 特惠                                                                                                   |        |        |        |
| 纜車車票                                                                                               | 纜車車票                                                                                               | 單程                                                                                                   | HK$76  | HK$38  | HK$38  |
| 纜車車票                                                                                               | 纜車車票                                                                                               | 來回                                                                                                   | HK$108 | HK$54  | HK$54  |
| 優惠套票 （山頂纜車 + 凌霄閣摩天台428（單次入場））                                                    | 優惠套票 （山頂纜車 + 凌霄閣摩天台428（單次入場））                                                    | 單程                                                                                                   | HK$136 | HK$68  | HK$68  |
| 優惠套票 （山頂纜車 + 凌霄閣摩天台428（單次入場））                                                    | 優惠套票 （山頂纜車 + 凌霄閣摩天台428（單次入場））                                                    | 來回                                                                                                   | HK$168 | HK$84  | HK$84  |
| 早晨優惠套票 （山頂纜車(去程必須於中午12時前使用) + 凌霄閣摩天台428（單次入場））                      | 早晨優惠套票 （山頂纜車(去程必須於中午12時前使用) + 凌霄閣摩天台428（單次入場））                      | 早晨優惠套票 （山頂纜車(去程必須於中午12時前使用) + 凌霄閣摩天台428（單次入場））                      | HK$118 | HK$59  | HK$59  |
| 紅鑽尊享通行證 （來回山頂纜車特快入閘 + 凌霄閣摩天台428（單次特快通道入場） + 美樂體驗館（單次入場）） | 紅鑽尊享通行證 （來回山頂纜車特快入閘 + 凌霄閣摩天台428（單次特快通道入場） + 美樂體驗館（單次入場）） | 紅鑽尊享通行證 （來回山頂纜車特快入閘 + 凌霄閣摩天台428（單次特快通道入場） + 美樂體驗館（單次入場）） | HK$298 | HK$149 | HK$149 |
| 凌霄閣摩天台428入場票（單次入場）                                                                      | 凌霄閣摩天台428入場票（單次入場）                                                                      | 凌霄閣摩天台428入場票（單次入場）                                                                      | HK$75  | HK$38  | HK$38  |
| 美樂體驗館（單次入場）                                                                                 | 美樂體驗館（單次入場）                                                                                 | 美樂體驗館（單次入場）                                                                                 | HK$26  | HK$13  | HK$13  |
| 八達通                                                                                                 | 纜車車程                                                                                               | 單程／首程（未參觀凌霄閣摩天台428）                                                                    | HK$76  | HK$38  | HK$38  |
| 八達通                                                                                                 | 纜車車程                                                                                               | 單程（已參觀凌霄閣摩天台428）                                                                          | HK$61  | HK$30  | HK$30  |
| 八達通                                                                                                 | 纜車車程                                                                                               | 回程                                                                                                   | HK$32  | HK$16  | HK$16  |
| 八達通                                                                                                 | 凌霄閣摩天台428（單次入場）                                                                            | 已乘搭首程纜車車程                                                                                     | HK$60  | HK$30  | HK$30  |
| 八達通                                                                                                 | 凌霄閣摩天台428（單次入場）                                                                            | 未乘搭纜車車程                                                                                         | HK$75  | HK$38  | HK$38  |
| 月票（有效期30日）                                                                                     | 月票（有效期30日）                                                                                     | 月票（有效期30日）                                                                                     | HK$980 | HK$490 | 不適用 |

- 小童為3-11歲，長者為65歲或以上。

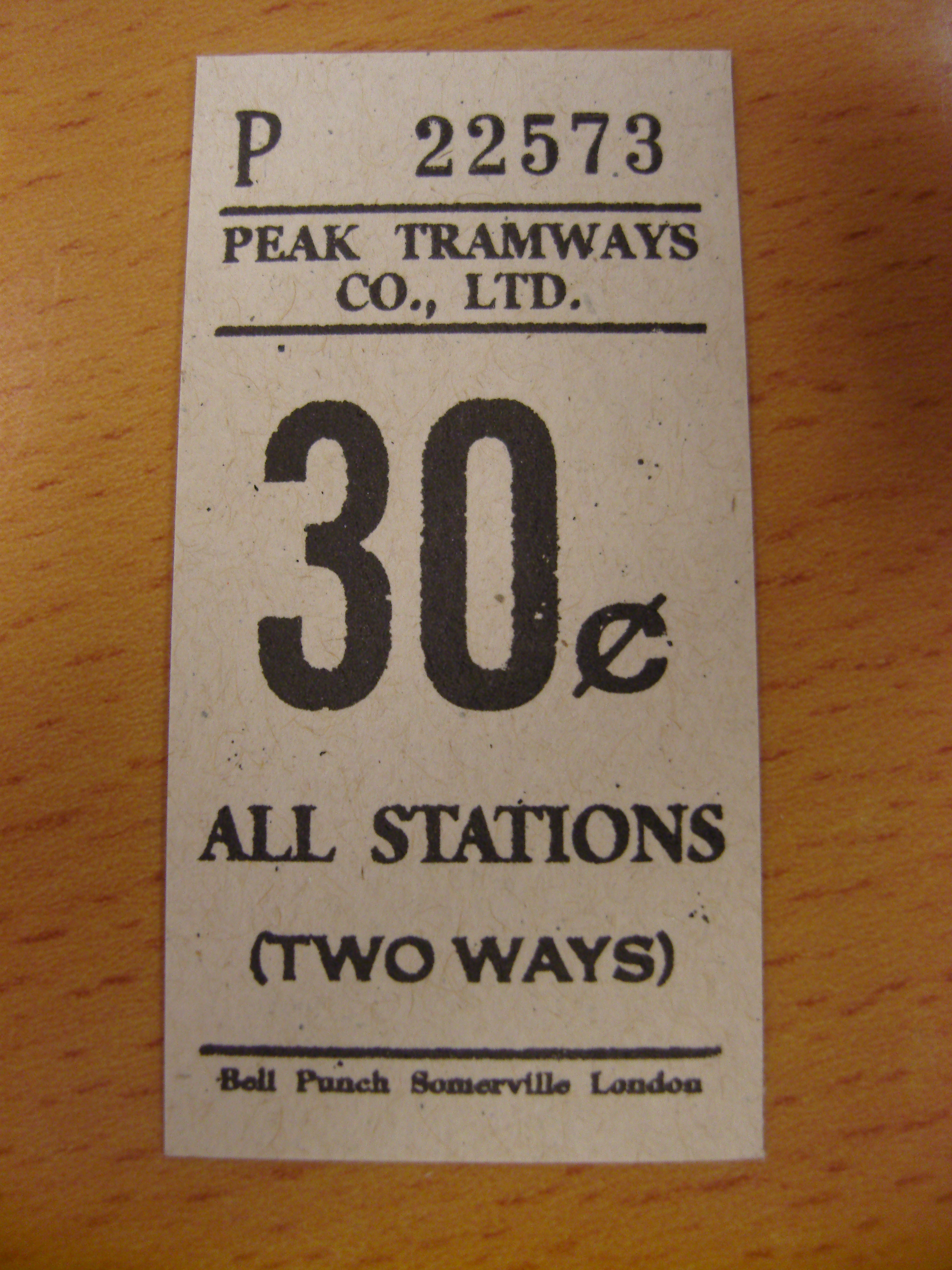
山頂纜車120週年展出的早期港幣三毫車票

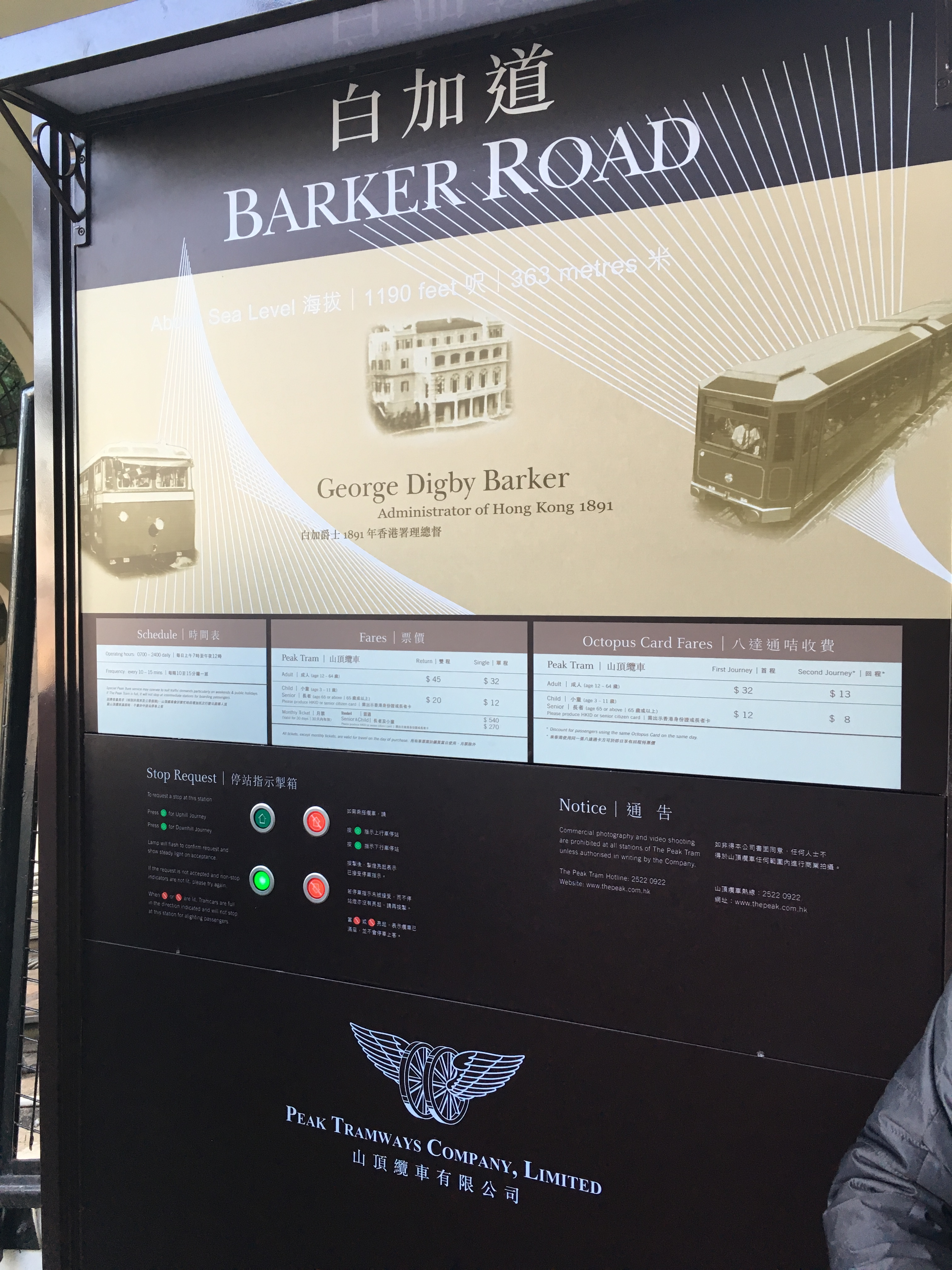
白加道站的停站指示掣箱

- 特惠票價適用於殘疾人士登記證持證人或「殘疾人士身分」個人八達通持票人，殘疾人士登記證持證人優惠只適用於兩個總站（中環總站及山頂）即場購票（接受現金、八達通或手機／信用卡感應式付款）及只適用於兩個總站（中環總站及山頂總站）登車；而使用「殘疾人士身分」個人八達通直接憑該卡於兩個總站（中環總站及山頂總站）入閘或於中途站上車亦可享有特惠票價；此優惠不適用於網上購票及月票。
- 早晨優惠套票之去程纜車必須於中午12時前使用（以中環總站入閘時間為準），而回程纜車及凌霄閣摩天台428入場則不設時間限制，纜車尾班車於晚上11時開出。
- 紅鑽尊享通行證每天限量發售，只於中環總站或網上發售。
- 所有車票／套票必須於實體票購票當日或網上購票所選日期使用，月票除外（月票有效期為購票當日起計30日，而續購乘客則於原有到期日後起計30日）。
- 八達通收費必須於同一日內使用同一張八達通付款，方可享有相當於套票之收費，來回程之間該八達通不得乘搭其他交通工具或超過9次任何其他交易（包括增值及／或凌霄閣摩天台428入場紀錄），否則纜車車程需付兩程單程票價。
- 山頂纜車上站（山頂凌霄閣）只發售山頂纜車車票（來回及單程）。
- 於兩個總站（中環總站及山頂）登車之乘客，可於售票處以現金、八達通或手機／信用卡感應式付款即場購票後入閘，或憑有效八達通、回程車票或月票入閘。
- 中途站上車之乘客，上車時只接受八達通付款或出示並確認有效回程車票／月票，車廂內不發售單程／來回車票，並不設現金或手機／信用卡感應式付款。
- 月票只限持票本人使用，不得轉讓或轉借他人使用；而小童／長者／特惠車票只限符合上述資格人士使用。纜車公司職員有權於付款／入閘過程中，要求乘客出示有效月票或小童／長者／特惠車票及相關身分證明文件，以供查核；不合法使用月票或小童／長者／特惠車票可被沒收車票及被檢控。
- 附註：《香港法例》第265章22條（2）《山頂纜車條例》明文規定，如任何人申請使用纜車的月票，公司須發出月票，而月票的收費不得超過單程全程標準車費的25倍。月票只於中環總站發售，購買或續購後須即時於車票上填寫所需個人資料及簽名方為有效。
- 「公共交通費用補貼計劃」及「長者及合資格殘疾人士公共交通票價優惠計劃」（$2優惠計劃）並不適用於山頂纜車。

### 乘車備註
1. 於兩個總站（中環總站及山頂）乘車的乘客，需於上車前在售票處付款購票入閘，或以八達通、車票或月票入閘。而中途站上車的乘客，則上車時付款，中途上車只接受八達通或月票。
2. 除兩個總站為必停站外，列車並不會主動停靠中途站。
  - 在中途站上車的乘客，需按照自己選乘的方向，按動站內之「召車機」——即類似升降機的上下行選擇鈕。
  - 如乘客需要在中途站下車，需要預早按動車內的下車鐘以向車長表明需於哪個車站下車，列車到站後乘客須於車頭的車門上落車（終點站則可由所有車門上落車）。

## 山頂纜車發展計劃
鑑於訪問香港的遊客人數持續地上升，纜車載客量每年均有個位數字百份比的增長，特別是星期日及公眾假期，等候乘搭纜車的人龍更需要繞大圈輪候，往往達兩小時才可以登車，情況極不理想，乘客需求遠超其可承載量；至2012年，每日平均載客量達12,000人次，當中9成為遊客。2012年，纜車公司聘請了顧問以研究提升服務質素及縮減輪候時間的可能性。除了透過改善山頂纜車總站及各站設施以增加可以運用的空間外，纜車公司更考慮重新鋪設路軌以大改造纜車車廂以增加載客量。
2015年年底，山頂纜車有限公司對山頂纜車的經營權將會屆滿。同年，山頂纜車有限公司表示計劃耗資約6.84億港元推出發展計劃，以提升山頂纜車系統及改善現有設施，將會分階段施行，預計於未來4至5年陸續地完成。發展計劃內容包括：
- 採購新纜車，將山頂纜車載客量從每個車卡由120人增至210人，這將可大大減少目前乘客候車時間約75-91%
- 伸延花園道纜車站（現稱中環總站）及將月台建於上坡約70米處，至世界自然基金會中環訪客中心「紅磚屋」後，提供有蓋、溫度調控和舒適的排隊等候區，以及提供適量娛樂（如山頂纜車歷史展品）予約1,300名候車乘客
- 翻新山頂纜車站上站月台，包括擴闊登車月台；增加入閘機和售票柜台數量，以及於票務處前設較大等候區
- 更有效人群監控，以保障遊客、員工和行人安全
- 進一步提升山頂纜車形象，保持纜車作為重要旅遊休閒設施的地位

預料工程於2021年完成，期間將分兩階段施工。
- 第一階段：由2019年4月23日開始，山頂纜車暫停服務2至3個月，維修計劃包括擴建山頂以及延長花園道總站，於同年7月22日完成。[14]

第一階段工程完成後，山頂纜車服務重開約12至15個月，期間由於花園道總站會擴建及裝修，故乘客須使用臨時月台，並在站外排隊。
- 第二階段：由2021年6月28日開始，進行一系列工程，為期約6個月，包括添置全新的纜車車廂，車身較以往長，載客量由現時120人增至210人。同時會更換全新動力及拖曳系統、控制及訊號系統、更換纜索、鋪設新路軌、延長現有纜車「交匯處」等，及完成山頂總站改建及花園道總站擴建工程，以配合全新及較大載客量的山頂纜車。[15]

工程同時改善候車環境，安裝半高式月台門，同時更換路軌、改善地基及纜車橋樑等結構等。政府表示整個發展計劃投資超過7億港元。山頂纜車表示整項計劃耗資港幣7.99億元。

## 圖片

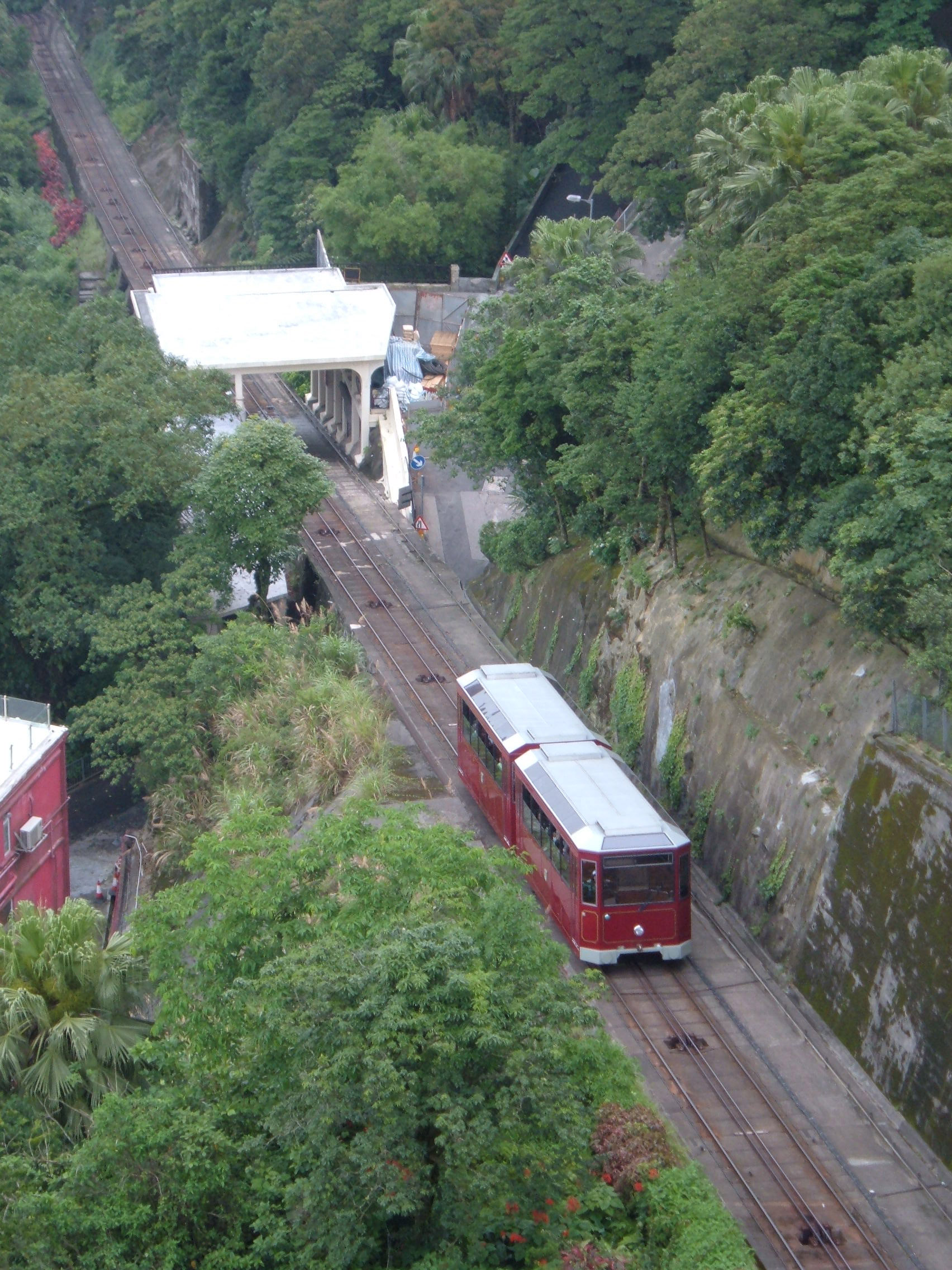
從高空俯瞰運行中的山頂纜車
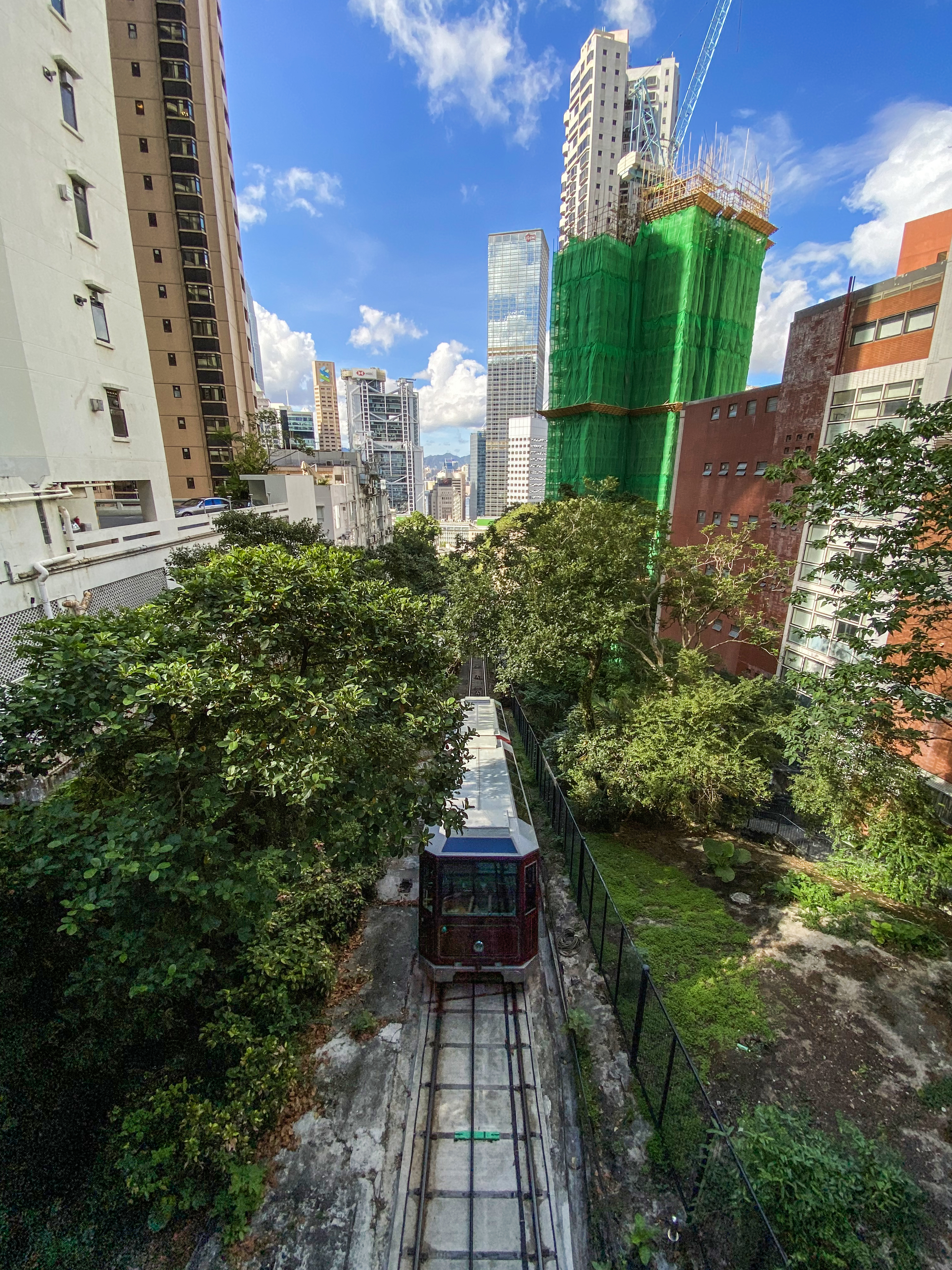
從麥當勞道俯瞰運行中的山頂纜車
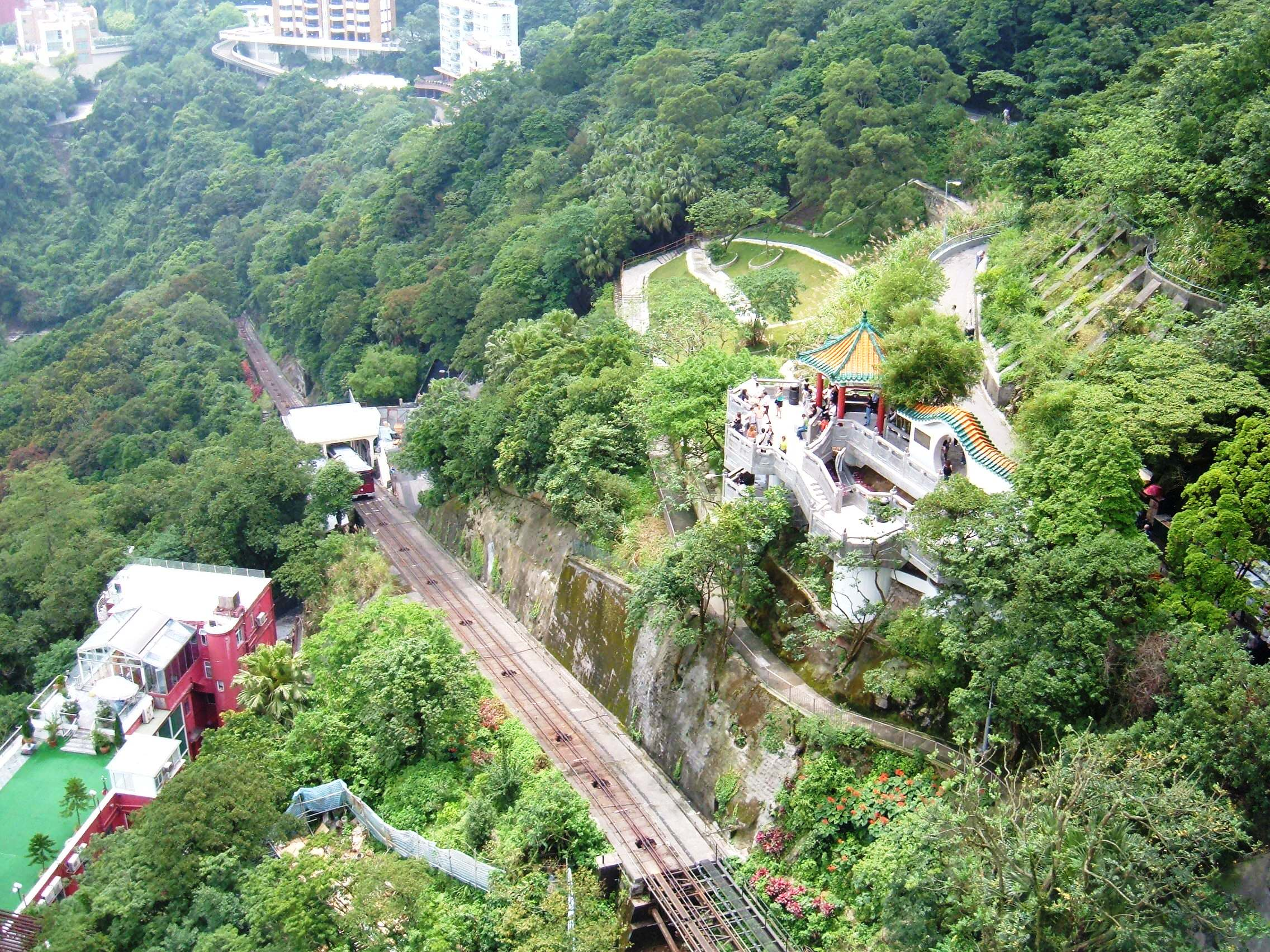
山頂纜車與獅子亭
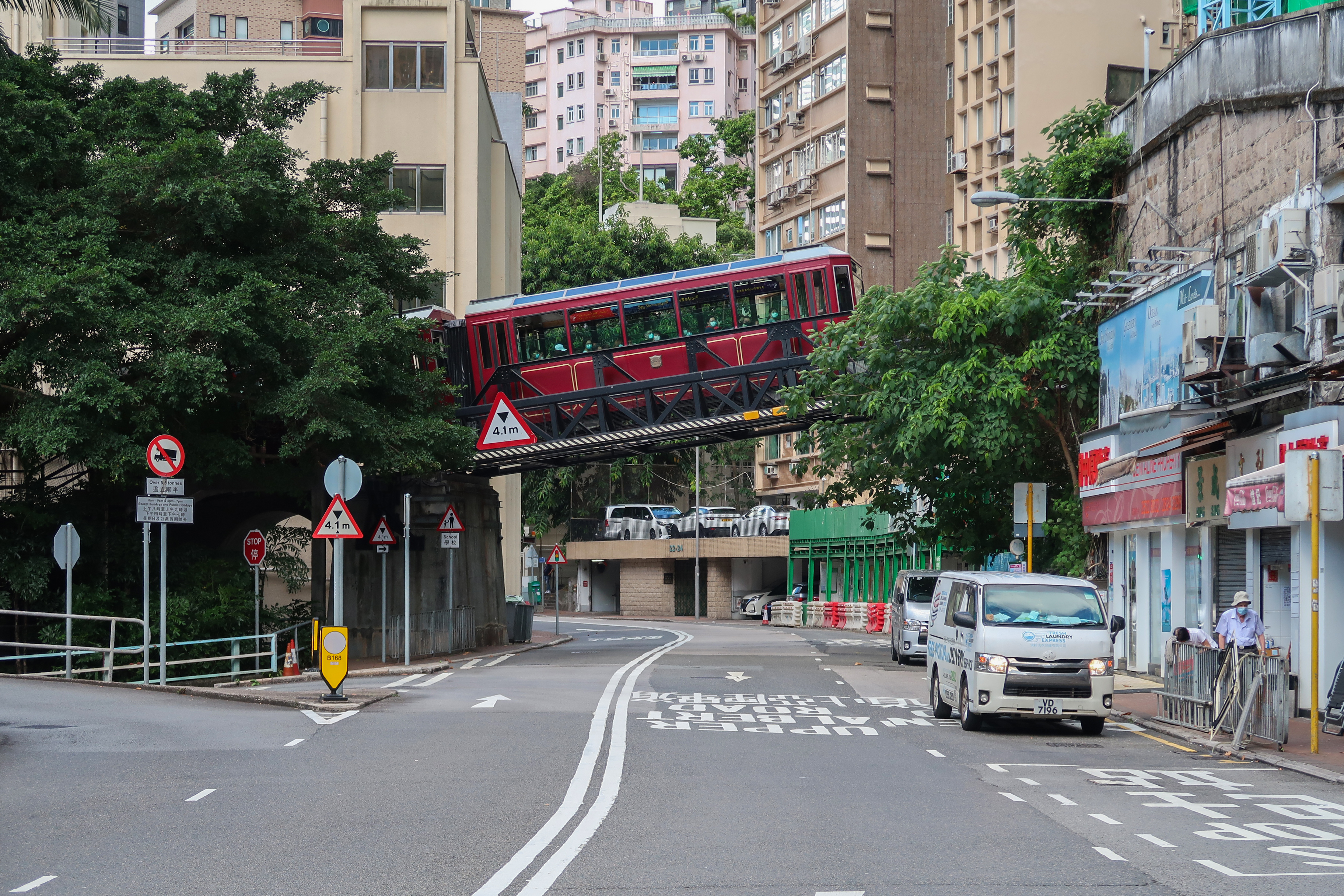
橫跨堅尼地道的纜車鐵橋
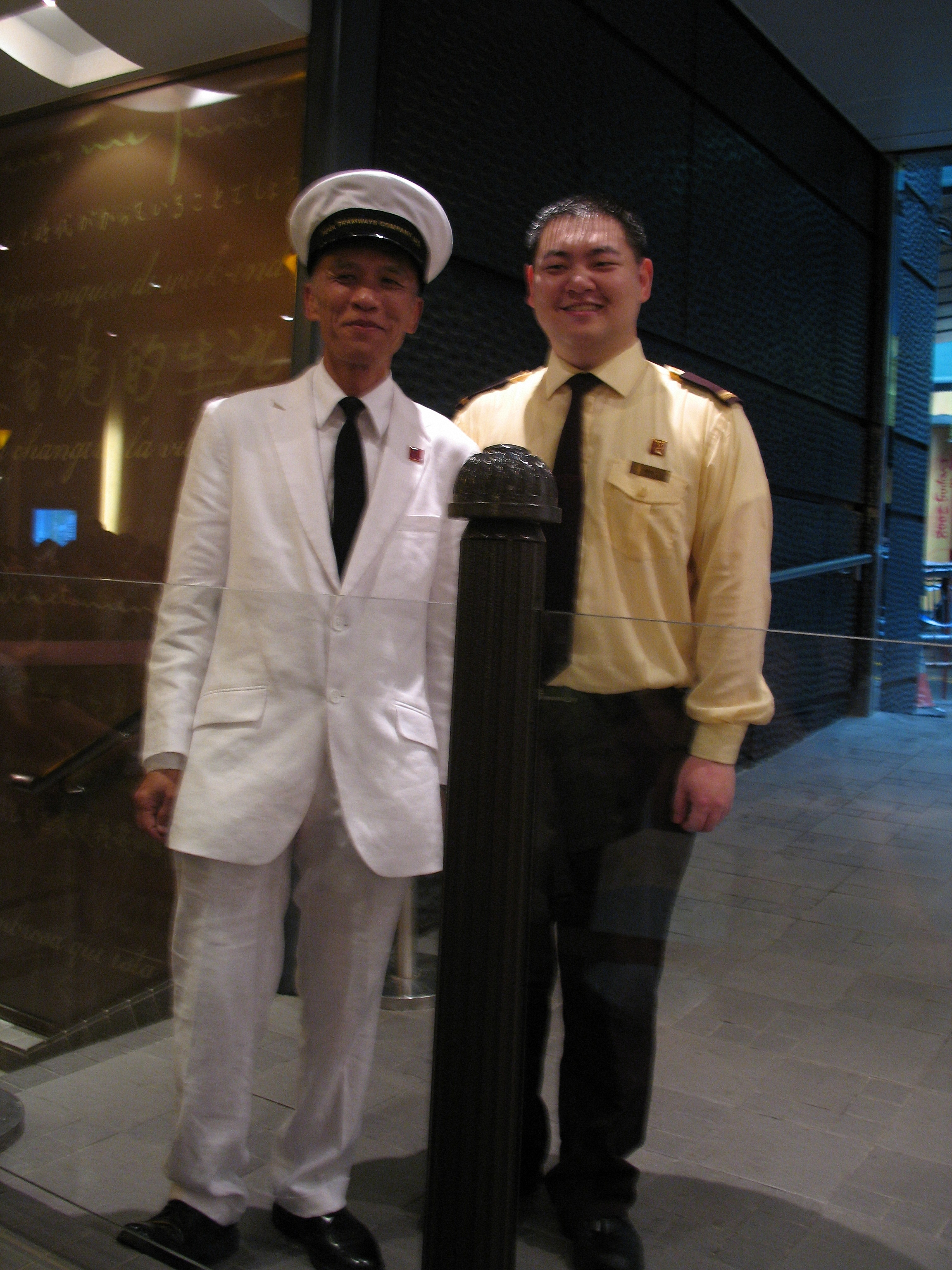
2008年5月30日山頂纜車120週年當天，部份職員穿上仿維多利亞時代之懷舊制服

## 遠足路線
- . 山全部都係山 www.hkallshan.com.   [2024-08-18]. （原始内容存档于2024-08-18）.

## 外部連結
- 電子版香港法例：第265章《山頂纜車條例》（繁體中文）
- 香港山頂網頁 （页面存档备份，存于）
- 香港山頂－山頂纜車網頁 （页面存档备份，存于）
- 運輸署纜車服務詳情
- 山頂纜車將於2011年4月1日起調整車票票價
- 香港山頂纜車乘車指南 （页面存档备份，存于）